# توقيت صيفي

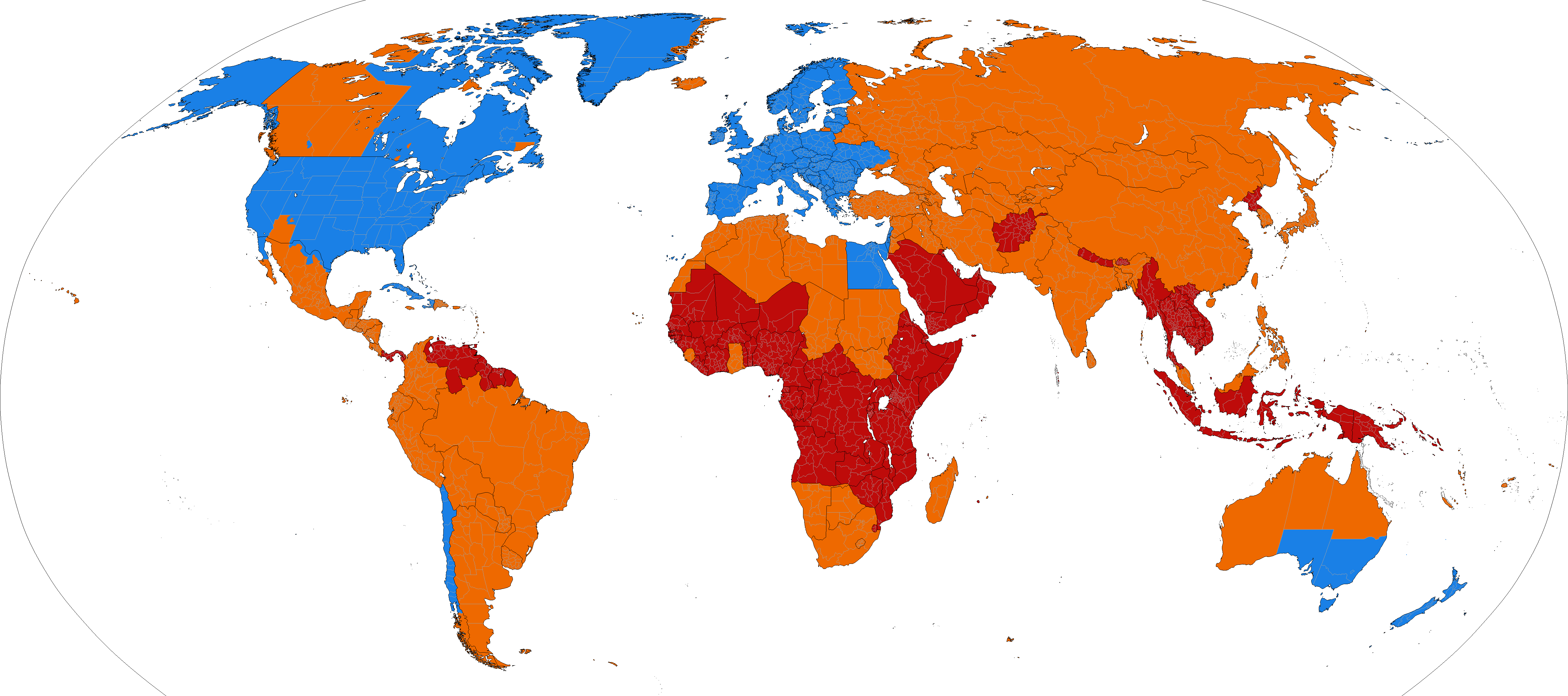
تستعمل التوقيت الصيفي
لم تعد تستعمله
لم يستعمل أبداً

التوقيت الصيفي هو تغيير التوقيت الرسمي في بلاد أو مُحافظة مرَّتين سنوياً ولمدة عدة أشهر من كل سنة. يعاد ضبط الساعات الرسمية في بداية الربيع، حيث تقدم عقارب الساعة بستين دقيقة. أما الرجوع إلى التوقيت العادي، أي التوقيت الشتوي، فيكون في موسم الخريف. الهدف من زيادة ساعةٍ للتوقيت الرسمي هو تبكير أوقات الشغل والفعاليات العامة الأخرى، لكي تنال وقتاً أكثر أثناء ساعات النهار التي تزداد تدريجياً من بداية الربيع حتى ذروة الصيف، وتتقلَّص من هذا الموعد حتى ذروة الشتاء.
تنبُعُ ظاهرة ازدياد ساعات النهار في موسمي الربيع والصيف وتقلُّصها في الخريف والشتاء من ميل محور دوران الكرة الأرضية بنسبة 23.4 درجة مُقارنة بمستوى مساره حول الشمس. ويكبر الفرق بين طول النَّهار في الصيف وطوله في الشتاء تدريجياً بتلاؤمٍ مع بعد الموقع عن خط الاستواء، حيث يُلاحظ ازدياد ساعات النهار بالبلاد الاستوائية بالكاد فلا تكون بحاجةٍ للتوقيت الصيفي، فيما تزداد فائدته مع الابتعاد عن الخط.
كان الأمريكي بنجامين فرانكلين أول من طرح فكرة التوقيت الصيفي في عام 1784، ولكن لم تبد الفكرة جدّيَّةً إلا في بداية القرن العشرين، حيث طرحَهَا من جديدٍ البريطاني وليام ويلت الذي بذَلَ جهوداً في ترويجها. وقد انتهت جهوده بمشروع قانون ناقشه البرلمان البريطاني في عام 1909 ورفضه. تحقَّقت فكرة التوقيت الصيفي لأول مرة أثناء الحرب العالمية الأولى، حيث أجبرت الظّروف البلدان المتقاتلة على وجود وسائل جديدةٍ للحفاظ على الطاقة. فكانت ألمانيا أول بلدٍ أعلنت التوقيت الصيفي، وتبعتها بريطانيا بعد فترة قصيرة.

## التبرير والتعليل

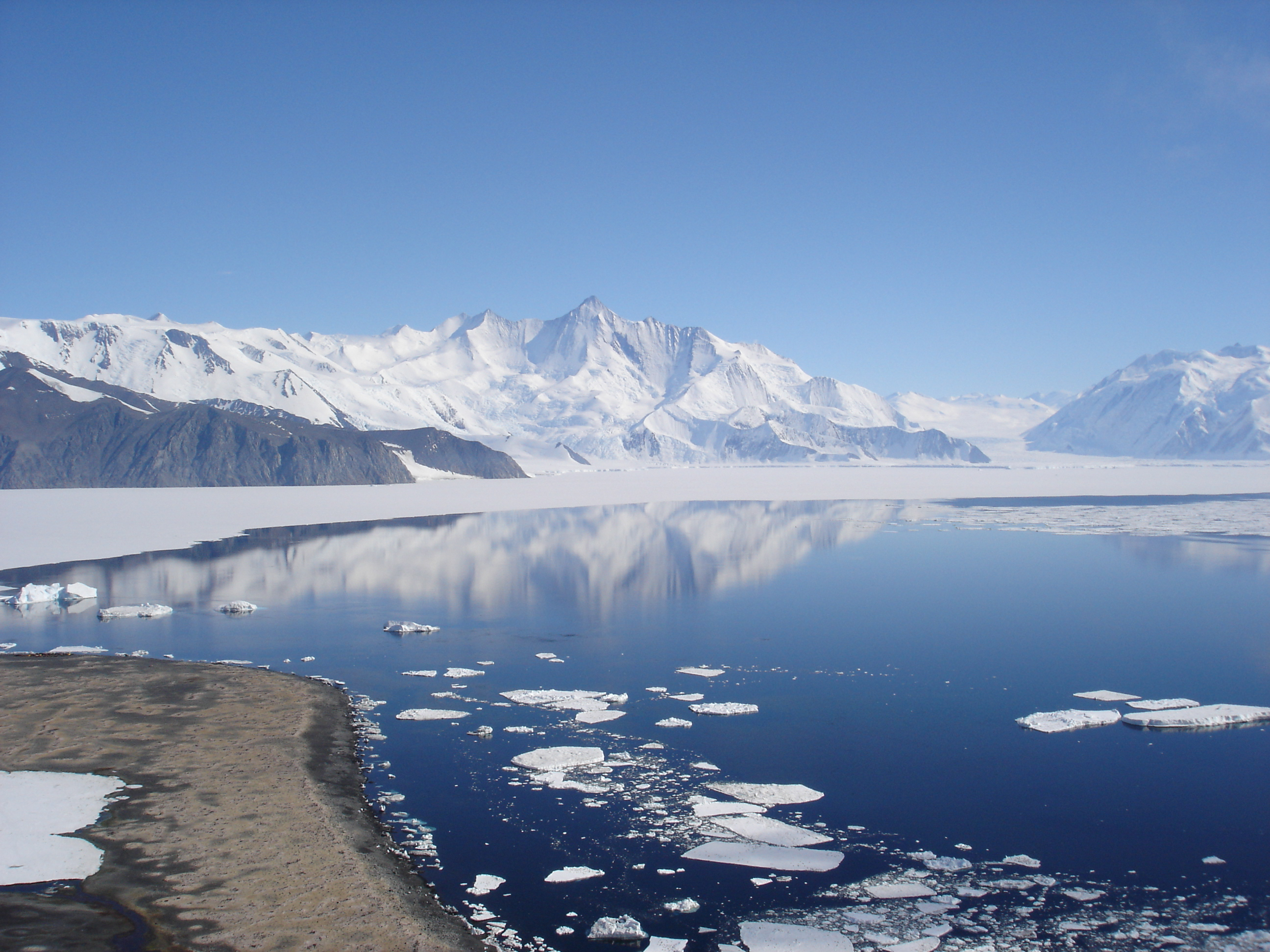
ما من فائدة للتلاعب الزمني في المناطق ذات خطوط العرض المرتفعة كالقارة القطبية الجنوبية بسبب الليل أو النهار الطّويلين فيها.

كمجتمعات حديثة تعمل على أساس التوقيت القياسي بدلاً من التوقيت الشمسي، فإنّ معظم الناس لا يقومون بضبط جداولهم وفقاً لحركة الأرض بالنسبة للشمس. فعلى سبيل المثال مواعيد العمل والدراسة والنقل تكون محددة في الوقت نفسه طوال العام، بغضّ النظر عن موقع الشمس. بينما يتفاوت إجمالي ساعات ظهور ضوء الشمس خلال اليوم في المناطق غير الاستوائية بشكل كبيرٍ بين فصلي الخريف والشتاء، والربيع والصيف، ونتيجة لذلك، إذا تم تطبيق «التوقيت القياسي» على مدار السنة، سيقع جزء كبير من ساعات ضوء الشمس الطويلة في الصباح الباكر، في حين قد تكون هناك فترة طويلة من الظلام في المساء. وعادةً ما تضيع ساعات شروق الشمس لأن غالبية الناس يميلون إلى النوم في ساعات الصباح المبكرة، بينما إذا قاموا بتغيير هذا النظام إلى المساء بواسطة التوقيت الصيفي فسيمكنهم الاستفادة منها، فمن السهل على الناس الاستيقاظ مبكراً والاستفادة من ضوء الشمس، إلا أنّها لا تعد طريقة عملية لصعوبة الاعتماد على ساعة زمنية مجدولة.
يقصر النهار مرَّةً أخرى في الخريف والشتاء، حيث يتأخر شروق الشمس أكثر فأكثر، وهذا يعني أنّ الناس يمكن أن يستيقظوا ويقضوا جزءً كبيراً من صباحهم في الظلام، لذا فالسَّاعات تُعَاد إلى التوقيت القياسي. تختلف تأثيرات التوقيت الصيفي بشكل كبيرٍ اعتماداً على خط العرض والموقع نسبةً إلى وسط منطقتها الزمنية. كمثالٍ لذلك، لا تكون للتوقيت الصيفي حاجةٌ في المواقع النائية شمالاً وجنوباً، لأن النهار الطويل كثيراً أو القصير كثيراً يعني أنّ أثر التلاعب البشري بالزّمن الفعليّ سيكون بسيطاً أو غير موجود مطلقاً.

## التاريخ

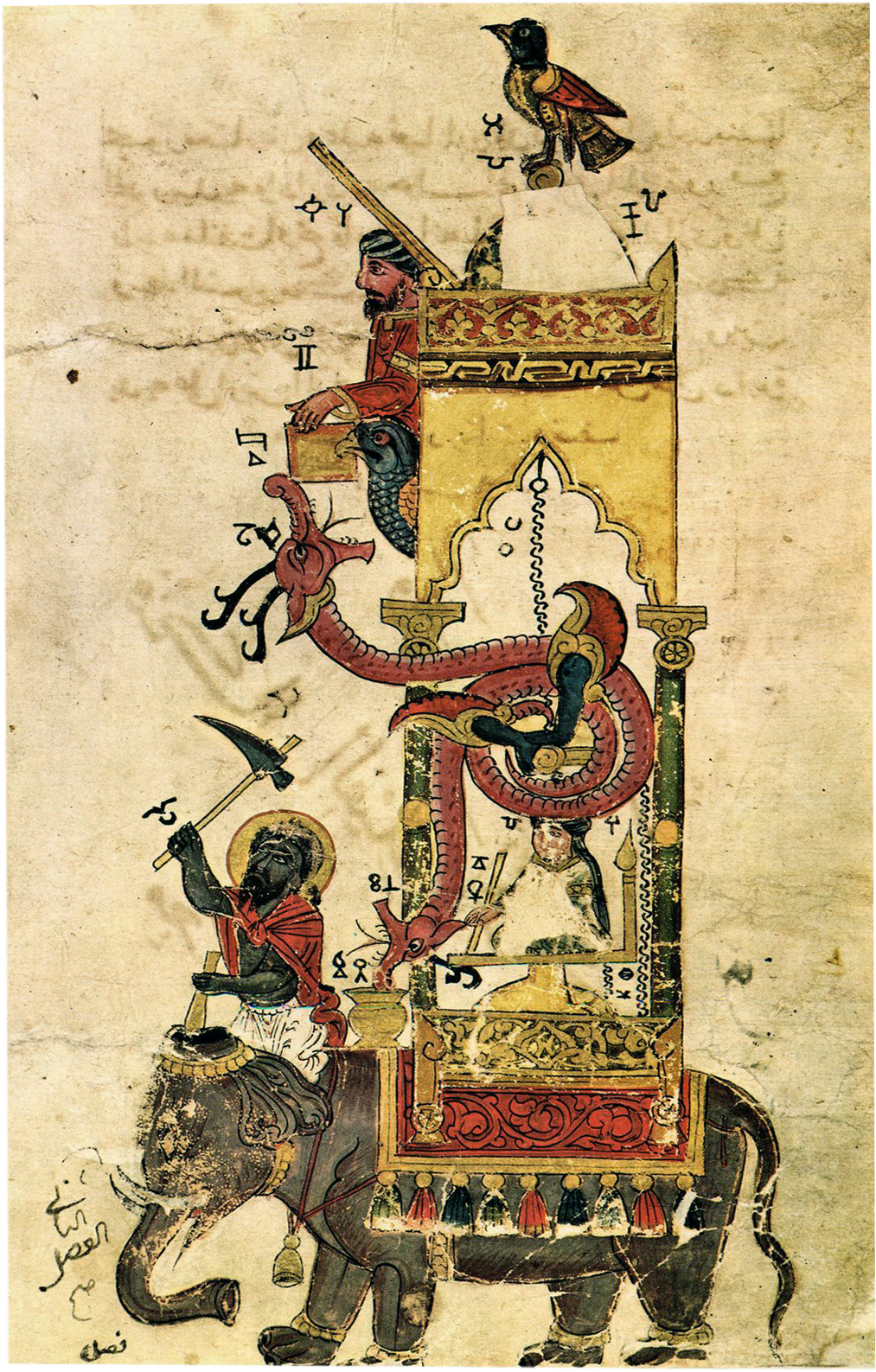
كانت الساعات المائية القديمة (مثل هذه الساعة للجزري) تجعل طول السّاعة يختلف على مرّ فصول السنة.

على النّقيض من الحال في الوقت الحاضر، كانت الحضارات القديمة تضبط جداولها اليومية اعتماداً على الشمس بمرونة أكثر من التوقيت الصيفي الحديث، ويكون ذلك عادةً بتقسيم ضوء النهار إلى اثني عشرة ساعةً بغضّ النظر عن طول اليوم، لتكون كل ساعة في النهار أطول خلال الصيف. كمثال، كانت الساعات المائية الرومانية تحتوي على مقاييسٍ مختلفةٍ لشهورٍ مختلفة من السنة: فقد كانت تبدأ الساعة الثالثة بعد شروق الشمس في خط عرض روما حسب المقاييس الحديثة عند الساعة 09:02 بالتوقيت الشمسي، وتستمرّ 44 دقيقةً في أقصر أيام السنة في الشتاء (أي عند الانقلاب الشتوي)، إلا أنّها كانت تبدأ في أطول أيام السنة في الصيف (عند الانقلاب الصيفي) في الساعة 06:58 وتستمر 75 دقيقة. بعد العصور القديمة، حلّت الساعات المدنية متساوية الطول محلّ تلك مختلفة الطول، لذا لم يعد التوقيت المدني يختلف على مرّ فصول السنة. لا تزال الساعات غير المتساوية مستخدمةً اليوم في مناطق قليلة، كبعض أديرة جبل آثوس وكافّة المجتمعات اليهودية.
نشر بنجامين فرانكلين خلال فترة عمله كمبعوثٍ أمريكيّ في فرنسا سنة 1784 (وهو مبتكر المثل الإنكليزي القديم القائل: «النوم المبكر والاستيقاظ المبكر يجعل الرَّجل صحيحاً وغنياً وحكيماً») باسمٍ مجهولٍ رسالةً تقترح أن يقتصد الباريسيُّون في استخدام الشموع بالاستيقاظ المبكّر للاستفادة من ضوء شمس الصباح. وقد اقتُرِحَت على إثر هذا التهكّم حلولٌ عدّة لتلك المشكلة، منها سنّ ضرائب على إقفال النوافذ لمنع دخول ضوء الشمس، وتقنين استخدام الشموع، وإيقاظ الناس بقرع أجراس الكنائس وإطلاق المدافع عند الشروق. إلا أنّ فرانكلين لم يقترح التوقيت الصيفي، فأوروبا القرن الثامن عشر لم تكن تعتمد على جداول زمنيًّةٍ دقيقة، مثلها في ذلك مثل روما القديمة. على كل حال، تغيَّر هذا عندما أتت شبكات القطارات والمواصلات، إذ تطلَّبت هذه توحيداً قياسياً للزمن لم يكن معروفاً في أيام فرانكلين.

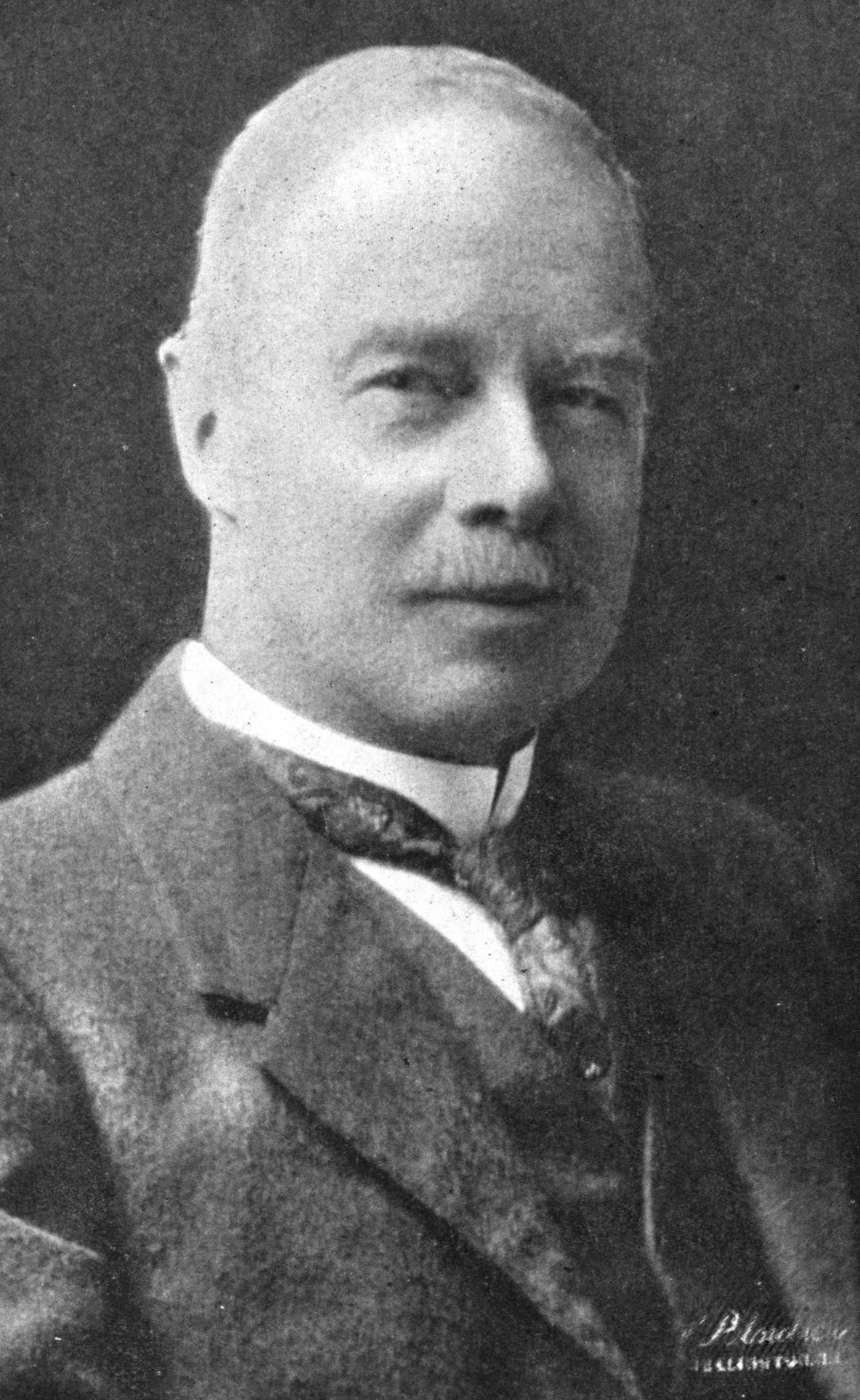
النيوزلندي جورج فيرنون هدسون، مخترع التوقيت الصيفي الحديث.

كان أول من قَدَّم التوقيت الصيفي الحديث هو عالم الحشرات النيوزلندي جورج فيرنون هدسون، الذي أعطاه عمله متعدّد الورديَّات أوقات فراغٍ لجمع الحشرات، وجعله يُقدِّر ساعات ضوء النهار. قدَّم هودسون في سنة 1895 ورقةً إلى جمعية الفلسفة في ولينغتون لاستغلال ساعتين من وقت النهار، وقد لاقت الورقة اهتماماً معتبراً في مدينة كرايستشرش بنيوزلندا، فأتبعها بورقةٍ أخرى في سنة 1898. تنسب الكثير من الكتابات اختراع التوقيت الصيفي خطأً إلى البنَّاء والمكتشف الإنكليزي وليام ويليت، الذي فكَّرَ في التوقيت الصيفي بشكل مستقلٍّ (دون أن يعرف هو أو هودسون بعمل الآخر) خلال جولة صباحيَّة مبكّرةٍ في سنة 1905، عندما أفزعه عدد سكان لندن النّائمين لفترات طويلةٍ من نهار يوم صيفي. وكلاعب غولف متحمس، لم يعجبه اقتصاص جولته عند الغسق. كان حلّه في تقديم الساعة خلال شهور الصيف، في اقتراح نشره بعد ذلك بسنتين. أخذ الاقتراح عضو البرلمان اليساريّ روبرت بيرس، وقدَّم بدوره ورقة استغلال الوقت إلى مجلس العموم|مجلس النواب في 12 فبراير سنة 1908. تمَّ إعداد لجنة اختيارٍ لفحص الورقة، لكنها لم تُسَنَّ كقانون، وفشلت أوراقٌ أخرى في السنوات التالية سعت إلى الهدف ذاته. وقد استمرَّ وليام ويليت بمحاولة الضَّغط على المسؤولين في المملكة المتحدة لاعتماد الاقتراح حتى وفاته في عام 1915.
كانت ألمانيا وحلفاؤُها من دول المحور بدءاً من 16 أبريل سنة 1916 - خلال الحرب العالمية الأولى - أولَ دول تستخدم التوقيت الصيفي، وكان الهدف من ذلك حفظ الفحم خلال الحرب. بعد ذلك لحقت بريطانيا وأغلب حلفائها وكثير من الدول الأوروبية المحايدة بالقضية. انتظرت روسيا وقليلٌ من الدّول حتى السنة التالية، وتبنّت الولايات المتحدة التوقيت الصيفي في عام 1918. منذ ذلك الوقت، شهد العالم العديد من التشريعات والتعديلات والإلغاءات لتحسين التّوقيت.

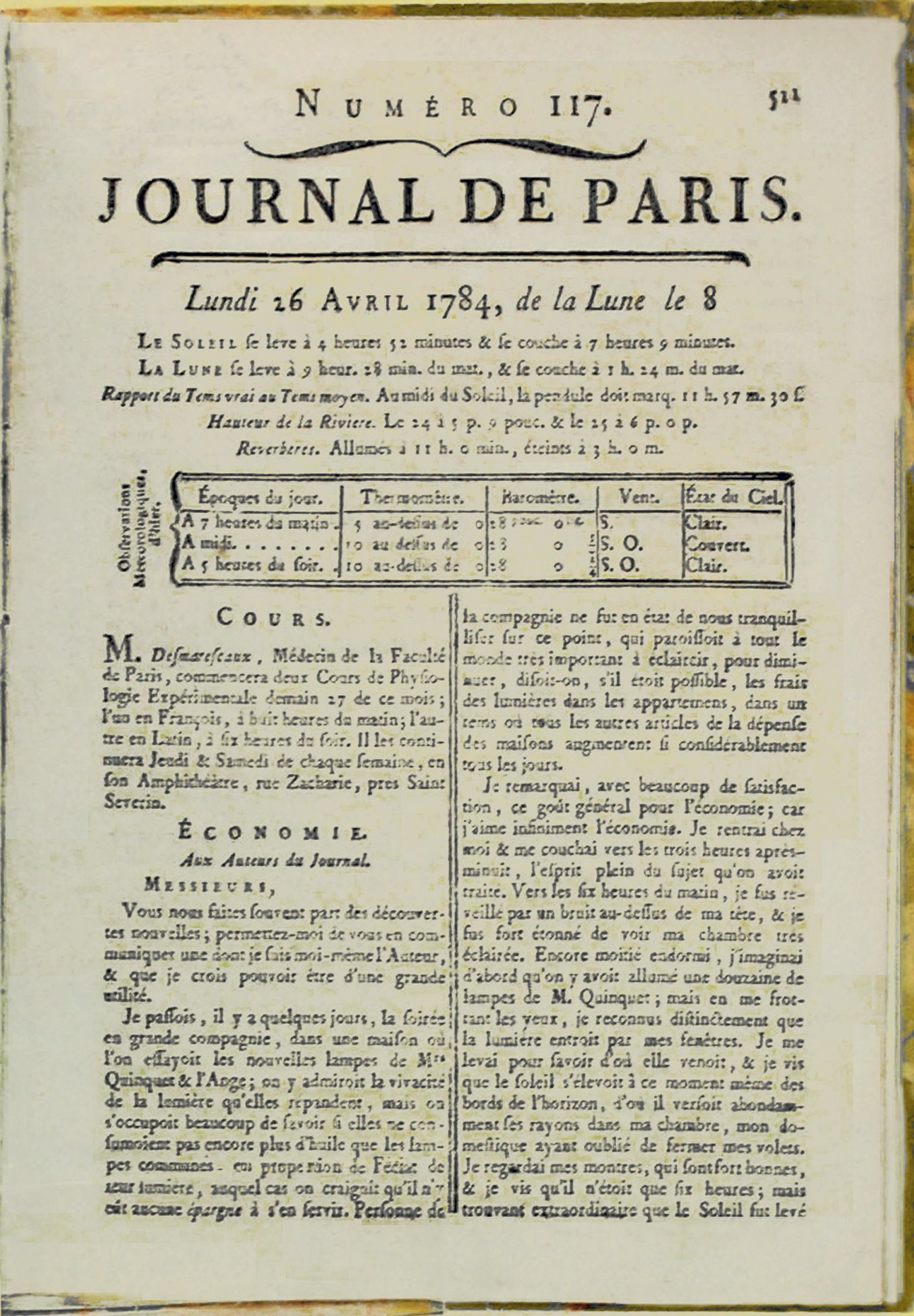
ورق بنجامين فرانكلين في سنة 1784 حول التوقيت الصيفي.
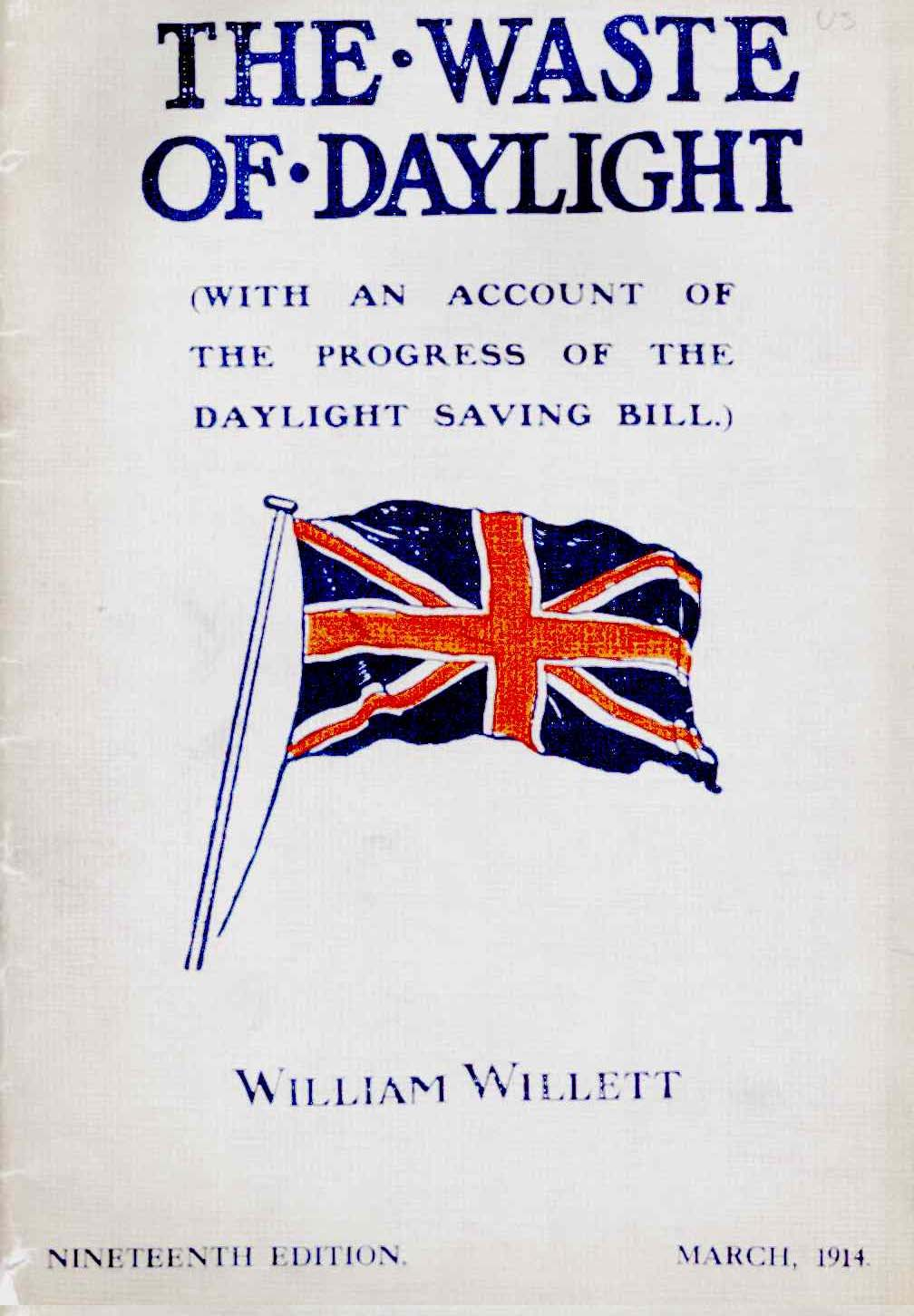
كتيّب وليام ويليت عن التوقيت الصيفي في سنة 1914.

## الإجراء

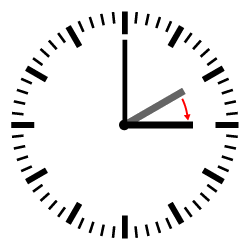
عندما يبدأ التوقيت الصيفي في أوروبا الوسطى، تقدم الساعة من 02:00 ت.و.أ إلى 03:00 ت.و.أ.ص.

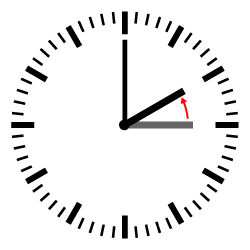
عندما ينتهي التوقيت الصيفي في وسط أوروبا تتراجع الساعة من 03:00 ت.و.أ إلى 02:00 ت.و.أ.ص. فيما تُبدِّل بعض المناطق الأخرى الساعة في أوقاتٍ أخرى.

في حالة الولايات المتحدة يحدث تحريك ساعة عند الثانية تماماً بالتوقيت المحلي، وتتقدم الساعة للأمام من آخر لحظة من الدقيقة 01:59 بالتوقيت القياسي إلى 03:00 بالتوقيت الصيفي، وذلك اليوم فيه 23 ساعة، بينما في الخريف تتأخر الساعة للخلف من آخر لحظة في الدقيقة 01:59 بالتوقيت الصيفي إلى 01:00 بالتوقيت القياسي، وبتكرار تلك الساعة يصبح ذلك اليوم 25 ساعة. لا تعرض الساعة الرقمية المحلية 02:00 تماماً خلال التحول للتوقيت الصيفي، لكن عوضاً عن ذلك تتقدم من 01:59:59:9 إلى 03:00:00:0. من ناحية أخرى، بما أن التحريك يحدث في الساعة 01:00 بتوقيت غرينيتش في الاتحاد الأوروبي يحدث تحريك وقت الخريف متأخراً بساعة عن تحريك وقت الربيع في التوقيت المحلي.
يتم جدولة تحريك الساعة بالقرب من منتصف ليلة عطلة الأسبوع عادةً لتقليل تعطل جداول أيام العمل. وتحريك ساعة واحدة هو أمرٌ مألوف، لكن جزيرة لورد هاو الأسترالية تستخدم تحريك نصف ساعة. وقد كان يُستَخدم فيما مضى تحريك عشرين دقيقةٍ وساعتين.
تختلف استراتيجيات التنسيق عندما تحدث تحريكات الساعات في المناطق الزمنية المتجاورة. يكون تحريك الساعات في الاتحاد الأوروبي سويَّةً في 01:00 بتوقيت غرينيتش أو 02:00 بتوقيت أوروبا الوسطى أو 03:00 بتوقيت أوروبا الشرقية، فمثلاً توقيت أوروبا الشرقية دائماً يكون متقدماً عن توقيت أوروبا الوسطى. أغلب أمريكا الشمالية تحرك ساعاتها في 02:00 بالتوقيت المحلي لكي لا تحرِّك جميع مناطقها في الوقت ذاته، فمثلاً يمكن أن يكون توقيت ماونتن (بالإنجليزية: Mountain Time) مؤقتاً مساوياً لتوقيت المحيط الهادئ أو متقدّماً بساعتين. في الماضي، ذهبت المناطق الأسترالية إلى أبعد من ذلك ولم تتّفق دائماً على تاريخ بداية ونهاية التوقيت الصيفي، فمثلاً في سنة 2008 حرَّكت أغلب المناطق التي استعملت التوقيت الصيفي ساعاتها للأمام في 5 أكتوبر، لكن أستراليا الغربية حرَّكت ساعاتها في 26 أكتوبر. في بعض الحالات يُحرِّك جزءٌ من دولة الساعات، فمثلاً في الولايات المتحدة لا يستعمل التوقيت الصيفي في هاواي وبأغلب أنحاء أريزونا.
تختلف أوقات بداية ونهاية التوقيت الصيفي حسب المكان والسنة. استعمل التوقيت الصيفي الأوروبي منذ سنة 1996 في آخر يوم أحدٍ من شهر مارس إلى آخر يوم أحد في أكتوبر، إلا أنّ القوانين لم تكن موحَّدةً سابقاً في الاتحاد الأوروبي. بدءاً من سنة 2007، أصبحت تستعمل أغلب المناطق في الولايات المتحدة وكندا التوقيت الصيفي من ثاني يوم أحدٍ في مارس إلى أول يوم أحد من نوفمبر، وامتدَّ تقريباً ثلثي السنة. كان تغيير الولايات المتحدة في عام 2007 جزءاً من قانون سياسة الطاقة في سنة 2005، فقبل ذلك من سنة 1987 إلى 2006 كانت أيام بداية ونهاية التوقيت الصيفي في أول يوم أحدٍ من أبريل حتى آخر يوم أحدٍ من أكتوبر، واحتفظ الكونغرس الأمريكي بحق الرُّجوع إلى التّواريخ السَّابقة بما أنّ دراسةً لاستهلاك الطاقة قد أجريت.

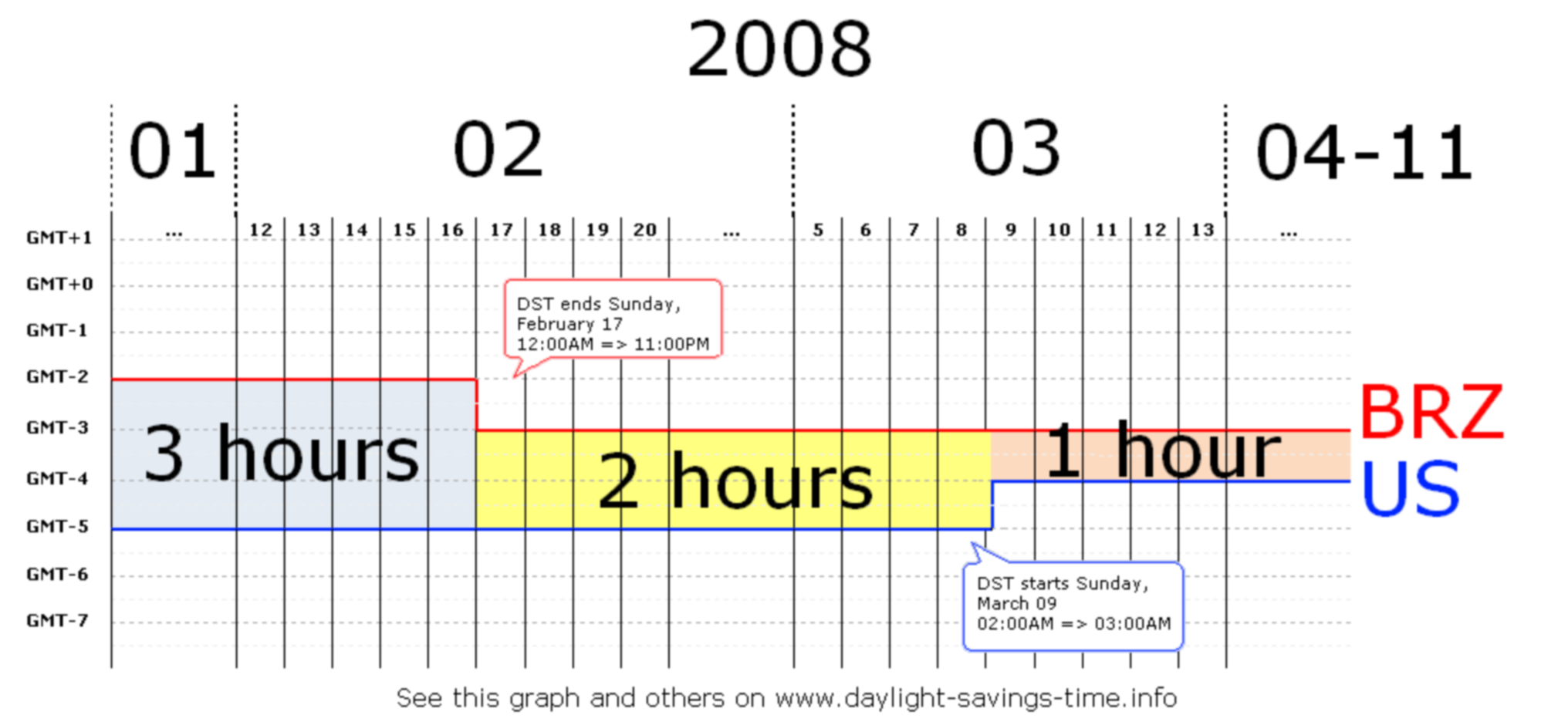
في بداية سنة 2008 كانت تتقدَّم البرازيل الولايات المتحدة الأمريكية بأوقاتٍ مختلفة، منها ساعةٌ واحدةٌ وساعتان وثلاث ساعات، بالاعتماد على التاريخ.

تواريخ البداية والنهاية تكون معكوسة في نصف الكرة الأرضية الجنوبي. على سبيل المثال، يبدأ استعمال التوقيت الصيفي في تشيلي بدءاً من السبت الثاني من أكتوبر حتى الأحد الثاني من مارس، بوضع انتقالي في 24:00 بالتوقيت المحلي. من الممكن أن يكون فرق التوقيت بين المملكة المتحدة وتشيلي 5 ساعاتٍ خلال الصيف الشمالي، و3 ساعاتٍ خلال الشّتاء الشمالي، و4 ساعاتٍ في أسابيعٍ قليلةٍ في السنة بسبب الفرق في التواريخ المختلفة.
تَقُوم منطقة سينكيانغ ويغر المستقلّة في غرب الصين وآيسلندا وروسيا ومناطق أخرى بإزاحة مناطقها الزمنية باتّجاه الغرب، بهدف التخلص من تعقيدات التوقيت الصيفي على مدار العام وتحريك الساعة المستمرّ. فمثلاً، مدينة ساسكاتون في محافظة ساسكاتشوان الكندية تقع في خط الطول 106º39 غرب، قليلاً إلى الغرب من وسط منطقة ماونتن الزمنية المُعدَّلة (105º غرب)، لكن الوقت في ساسكاتشوان يقع في منطقة التوقيت القياسي الوسطي (90º غرب) على مدار العام، لذا فإن ساسكاتون تكون متقدّمةً دائماً 67 دقيقةً عن متوسط التوقيت الشمسي. وعلى العكس من ذلك، في شمال شرق الهند ومناطق قليلةٍ أخرى تزاح المناطق الزمنية باتّجاه الشرق، لذا تستعمل التوقيت الصيفي المعاكس. جرَّبت المملكة المتحدة وإيرلندا التوقيت الصيفي على مدار العام من سنة 1968 إلى 1971، إلا أنَّها تركته بسبب عدم تقبُّل الناس له خصوصاً في المناطق الشمالية.
يزيح غرب فرنسا وإسبانيا ومناطق أخرى من العالم مناطقها الزمنية وتحرِّك ساعاتها، وتستعمل التوقيت الصيفي في الشتاء بساعة إضافيَّةٍ في الصيف. فمثلاً، تقع مدينة نوم في ولاية ألاسكا الأمريكية في خط الطول 165º24' غرب، والذي يقع في غرب الوسط من منطقة ساموا الزمنية المُعدَّلة (165º غرب)، لكن المدينة تستعمل توقيت ألاسكا (135º غرب) للتوقيت الصيفي، لذا فهي متقدّمة بساعتين قليلاً عن الشَّمس في الشتاء، ومتقدّمة بثلاث ساعاتٍ في الصيف. يُستَخدَمُ التوقيت الصيفي المزدوج عرضياً أحياناً، فمثلاً استخدم في بعض الدول الأوروبية خلال الحرب العالمية الثانية وأشير إليه آنذاك بالتوقيت الصيفي المزدوج.
لا يستعمل التوقيت الصيفي عموماً بالقرب من خط الاستواء، فأوقات الشروق لا تختلف كثيراً لتكون هناك حاجةٌ إليه. تستعمل بعض الدول التوقيت الصيفي في مناطق محدودةٍ منها، فمثلاً يستعمل التوقيت الصيفي في جنوب البرازيل بينما لا يُسْتَعمل في البرازيل الاستوائية. يستخدم التوقيت الصيفي عدد قليل من سكان العالم لأنه لا يستعمل في أغلب أنحاء قارَّتي آسيا وإفريقيا.

## السياسة
أثار التوقيت الصيفي الجدل منذ بدايته، وقد ناقش ونستون تشرشل «توسيع الفرص من أجل صحَّة وسعادة ملايين الأشخاص الذين يعيشون في هذه الدولة»، وأطلق عليها النقَاد «التوقيت الصيفي». يفضّل عموماً أصحاب الاهتمامات التاريخية والرياضية والسياحية والتجارة الجزئية التوقيت الصيفي، بينما يخالفهم أصحاب الاهتمامات الزراعية والترفيه المسائي، إلا أنّ أول مادفعهم إلى التكيف مع التوقيت الصيفي هو أزمة الطاقة خلال الحرب.
كان قَدَر اقتراح ويليت الذي تقدَّم به عام 1907 رسم خلافاتٍ سياسيَّةٍ مختلفةٍ فيه. جذَبَ الاقتراح العديد من المؤيدين، بما فيهم آرثر جيمس بلفور وونستون تشرشل وديفيد لويد جورج ورامزي ماكدونالد وإدوارد السابع (الذي استخدَمَ تقديم نصف ساعة للتوقيت الصيفي في ساندرينغهام) المدير العام لهارودز، ومدير البنك الوطني. لكن بالرغم من ذلك، كانت المعارضة أشد، فقد كانت تضمّ رئيس الوزراء هربرت أسكويث، وكريستي (عالم الفلك الملكي) وجورج داروين ونيبيير شاو (مدير مكتب الأرصاد) والعديد من المنظمات الزراعية ومالكي المسارح. بعد الكثير من الجلسات بالكاد هُزِمَ الاقتراح في تصويت لجنة برلمان في سنة 1909. قدَّمَ حلفاء ويليت ورقات مشابهة كل سنة من عام 1911 إلى 1914 بلا فائدة. حتى كانت الولايات المتحدة أكثر تشككاً: عرض أندرو بيترز مشروع قانون التوقيت الصيفي على مجلس النواب الأمريكي في مايو سنة 1909، ولكن سرعان ما توقف القرار عند لجنة.

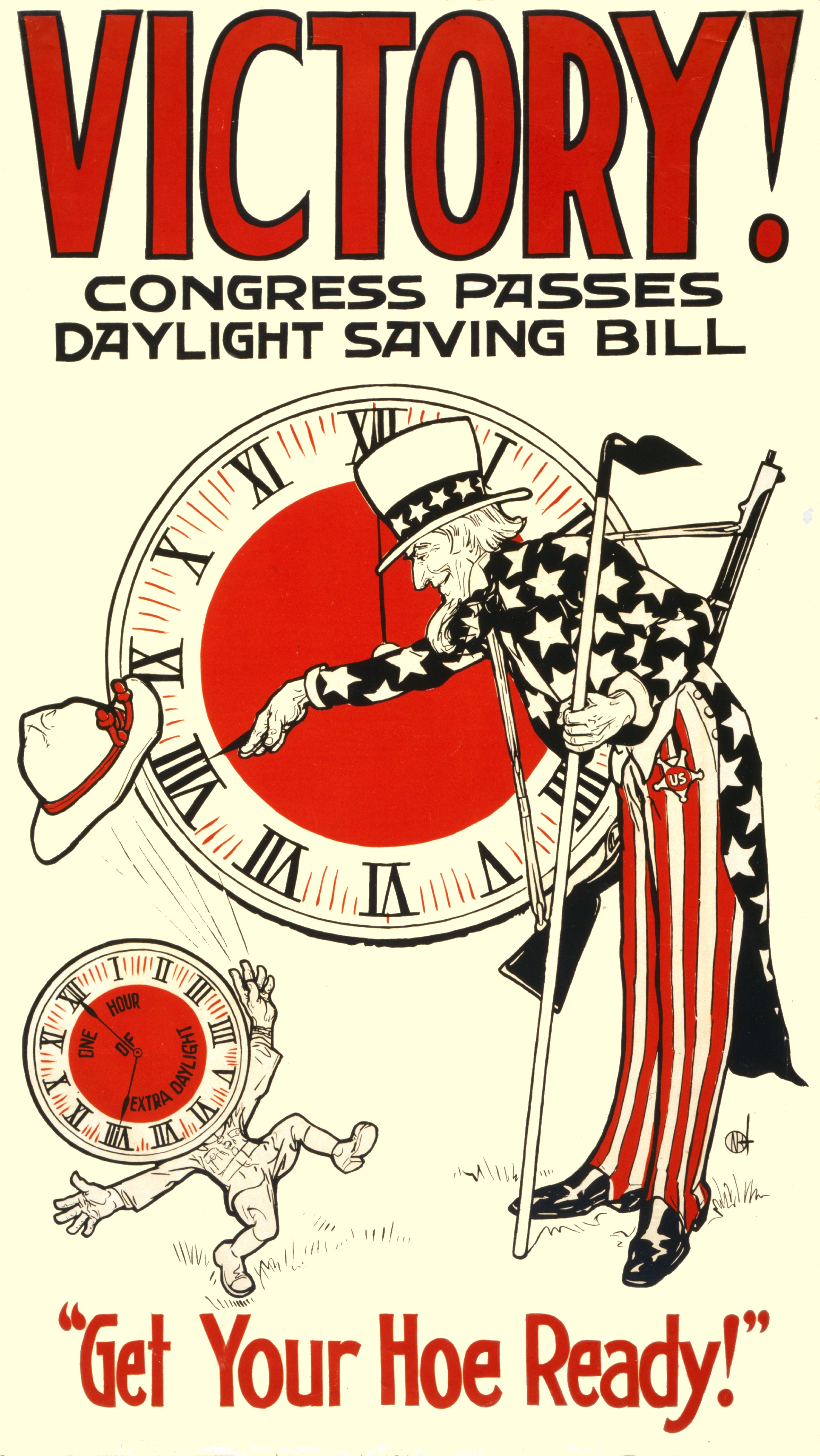
يفضّل معظم التجار العمل بالتوقيت الصيفي. ويظهر هذا المطبوع احتفال اتحاد أسواق السجائر بإعلان التوقيت الصيفي في سنة 1918.

بعد أن اتَّجهت ألمانيا إلى بدء استخدام التوقيت الصيفي خلال الحرب العالمية الأولى في 30 أبريل سنة 1916 مع حلفائها لتخفيف مشاق نقص الفحم والغارات الجوية، تغيَّرت المعادلة السياسية في دول أخرى: إذ استخدمت المملكة المتحدة التوقيت الصيفي بدايةً في 21 مايو سنة 1916، فيما بدأت محلات التجزئة والتصنيع بالولايات المتحدة بقيادة روبرت قارلاند صناعي مدينة بيتسبرغ للبدء بالضغط لاستخدام التوقيت الصيفي، لكنه عُورِضَ من طرف شركات السكك الحديدية. لكن دخول الولايات المتحدة إلى الحرب في عام 1917 قضى على الأصوات المعارضة، ورأى قانون التوقيت الصيفي النور في عام 1918.
قضت نهاية الحرب على التوقيت الصيفي. فقد استمرَّ المزارعون بكرههم لهذا التوقيت، وألغته الكثير من الدول على إثر انتهاء الحرب، وبريطانيا هي الاستثناء الوحيد من ذلك، فقد احتفظت بالتوقيت الصيفي على مستوى الدولة، لكنها أجرت عليه بعض التعديلات على مرّ السنين، من ضمنها تعديل تواريخ البدء بالتوقيت لعدة أسباب، من ضمنها تجنُّب تعديل الساعة في صباح عيد الفصح في عشرينيات وثلاثينيات القرن الماضي. وأما الولايات المتحدة فقد كانت أكثر تقليدية، حيث أبطل الكونغرس العمل بالتوقيت الصيفي بعد سنة 1919. كان الرئيس وودرو ويلسون محباً للغولف مثل ويليت، فنقض إبطال الكونغرس مرَّتين، لكن تم تجاوز نقضه الثاني. احتفظت قلَّة من المدن الأمريكية - مثل نيويورك - بالتوقيت الصيفي بعد ذلك، لكي تبقى عمليات التبادل المالي مع لندن متوازنة، وتبقَّت شيكاغو وكليفلاند تتماشيان مع نيويورك. رفض وورن ج. هاردينج خليفة ويلسون التوقيت الصيفي، ووصفه بأنه «خدعة»، ولاعتقاده أن الناس يجب أن يستيقظوا ويذهبوا إلى أعمالهم أبكر في الصيف، فقد أمر موظفي مقاطعة كولومبيا الفيدراليّين بالبدء بأعمالهم عند الساعة 08:00 بدلاً من 09:00 خلال صيف سنة 1922. وقامت الكثير من الشركات باتّباعه، إلا أن بعضها الأخرى لم تقم بذلك، ولم تُعَاد التجربة.
منذ تبني ألمانيا للتوقيت الصيفي في سنة 1916 لم يشهد العالم أيَّ تنفيذٍ أو ضبطٍ أو إبطالاتٍ له بسياسات مماثلة مضمَّنة. يتضمَّن تاريخ الوقت في الولايات المتحدة استعمال التوقيت الصيفي خلال الحربين العالميَّتين على حدّ سواء، لكن لم تكن توجد مقاييسٌ للتوقيت الصيفي في وقت السِّلم حتى عام 1966. في منتصف الثمانينيات قدَّم كلوركس (والد لكينغسفورد) وسلسلة أسواق 7-11 (سيفن-إلّيفن) التمويل الأساسيَّ لتحالف التوقيت الصيفي الذي يقف وراء إدخال التوقيت الصيفي إلى الولايات المتحدة في عام 1987، وقد صوَّت له أعضاء مجلس الشيوخ بأيداهو استناداً على فرضية أنَّه خلال التوقيت الصيفي تبيع مطاعم الوجبات السَّريعة البطاطا المقلية الفرنسية بكميَّةٍ أكبر، وهي تُصنَع من البطاطا بولاية أيداهو. عُقِدَ في عام 1992 - بعد 3 سنوات من تجربة التوقيت الصيفي في كوينزلاند - استفتاء على اعتماد التوقيت الصيفي بأستراليا، إلا أنَّ الغلبة كانت للأصوات المعارضة بنسبة 54.5% من إجمالي الأصوات، وقد كانت المعارضة القوية آتيةً من المناطق القروية والريفية، بينما لاقى المقترح استحساناً في المناطق المتمدِّنة بالجنوب الشرقي. في عام 2005 نجحت جمعية صناع البضائع الرياضية والرابطة الوطنية لمحالّ التسهيلات في الضَّغط لتمديد التوقيت الصيفي في الولايات المتحدة لعام 2007. وفي ديسمبر عام 2008 تم تسجيل الحزب السياسي للتوقيت الصيفي لجنوب شرقي كوينزلاند بشكل رسميٍّ في كوينزلاند، داعين بذلك لتنفيذ تنظيم المنطقة الزمنية المزدوجة للتوقيت الصيفي في جنوب شرقي كوينزلاند، بينما تحتفظ باقي الولاية بالتوقيت المعتاد. شهد حزب التوقيت الصيفي لجنوب شرق ولاية كوينزلاند انتخابات مارس عام 2009 لولاية كوينزلاند بـ32 ناخباً حصلوا على واحد بالمئة من مجموع الأصوات الأولية للولاية، أي ما يعادل تقريباً 2.5% لكل من الناخبين الـ32 المتنافسين. وبعد التجربة لمدة ثلاث سنوات، صوَّت أكثر من 55% من الأستراليين الغربيين ضدَّ التوقيت الصيفي في سنة 2009، وكان سكان المناطق الريفية أشدَّ معارضيه. في 14 أبريل 2010 قدمَّ عضو كوينزلاند المستقلّ بيتر ولينغتون - بعد تفاوضه مع حزب التوقيت الصيفي - اقتراح استفتاء للعمل بالتوقيت الصيفي في جنوب شرق كوينزلاند إلى البرلمان الكوينزلاندي، داعياً إلى إجراء استفتاء عام في الانتخابات القادمة للعمل بالتوقيت الصيفي في جنوب شرق ولاية كوينزلاند في إطار منطقة زمنية مزدوجة. إلا أنَّ مجلس العموم في كوينزلاند رفَضَ المشروع في 15 يونيو 2011.
في المملكة المتحدة، قامت الجمعية الملكية لشؤون الوقاية من الحوادث بدعم مقترح مراقبة نتائج الزّيادة السَّاعيَّة على مدار السنة لنظام التقديم الزمني الصيفي المضاعف، ولكنَّ بعض أصحاب الصناعات مثل الزراعة والخدمات يعارضون المشروع المقترح، وخاصَّةً سكَّان المناطق الشمالية من بريطانيا.
في بعض الدول الإسلامية يُترَك التوقيت الصيفي مؤقتاً أثناء شهر رمضان، لأنَّ استخدام التوقيت الصيفي سيؤجّل وجبة الفطور للصَّائمين. ويتمّ العمل بهذا الأمر على الأقلّ في المغرب وفلسطين، ويمثّل هذا أحد أسباب عدم استعمال معظم الدول الإسلامية للتوقيت الصيفي، إلا أنَّ بعض الدول - كإيران - تبقي بالمقابل على التوقيت الصيفي حتى خلال رمضان.
صرَّحت روسيا في سنة 2011 بأنَّها لن تقوم من الآن فصاعداً بإرجاع السَّاعات، وبأنَّها ستبقى على التوقيت الصيفي على مدار السنة، وقد تبع إعلانها هذا سريعاً إعلانٌ مشابهٌ من روسيا البيضاء.

## النزاع حول الإيجابيات والسلبيات

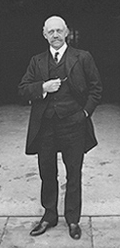
اقترح وليام ويليت التوقيت الصيفي من تلقاء نفسه في سنة 1907، ودافَعَ عنه دون كللٍ أو ملل.

إن مؤيدي نظام التوقيت الصيفي غالباً ما يناقشون مسألة فائدة النظام في حفظ الطاقة وملائمته لأوقات الخروج للاستمتاع بالأنشطة في المساء، فهو مفيدٌ للصِّحَّة بدنياً وصحياً. بالإضافة إلى أنَّ النظام يساعد في تخفيف حركة السير والجرائم، كما أنَّه يساعد أصحاب الأعمال. إن المجتمعات التي تشجُّع هذا النظام هي المجتمعات المدنية وتلك التي تعمل في المدن، بالإضافة إلى أصحاب الأعمال ورياضيّي الهواء الطلق ومشغلي الشركات السياحية وغيرهم ممَّن يستفيدون من استمراريَّة ضوء الشمس في المساء. أما المعارضون، فيقولون أن مسألة توفير استهلاك الطاقة من خلال اتِّباع النظام ليست بالمفنِّدة. فالنظام يعكِّر أنشطة الصباح، والقيام بتغيير الساعة مرَّتين في السنة يُسبِّب اختلالاً في الأمور الاقتصادية والاجتماعية، وبالتَّالي أيُّ إيجابية هناك ما يقابلها من سلبية، وبالتالي ليس هناك فائدة. المجتمعات التي تميل إلى معارضة هذا النظام هي مجتمعات المزارعين وشركات النقل وأعمال الترفيه في الأماكن المغلقة.
الإجماع الشائع هو أنَّ تنظيم اليوم بتخطيط الوقت أو جدولته هي الطريقة المثلى لاستثمار الوقت، ولذلك فقد تمَّ تصميم جدولٍ نموذجيٍّ للتوقيت الصيفي لجعل الناس يستيقظون أبكر ولاستثمار الوقت بشكل أفضل. على الرغم من هذا، فإنَّ مزايا التوقيت العادي بالمقابل ممتازةٌ لدرجةٍ تجعل الكثير من الناس يتجاهلون ما إن كان التوقيت الصيفي جاري المفعول، عن طريق تعديل جداول أعمالهم لتتناسق مع إذاعات التلفاز وأوقات الشروق والغروب. لا يستعمل التوقيت الصيفي عادةً خلال فصل الشتاء، إذ أنَّ الصَّباحات تُصبِحُ أكثر عتمة: فقد لا يتمكَّن العمَّال من الحصول على ساعات راحةٍ مضاءةٍ بنور الشمس، وقد يُضَطَّر الأطفال إلى الذهاب إلى مدارسهم في الظلام. وبما أنَّ التوقيت الصيفي يُطبَّق في مجتمعاتٍ متفاوتة، فإنَّ تأثيره قد يختلف بحسب اختلاف ثقافة المجتمع وشدَّة الضوء والموقع الجغرافي والمناخ، ولهذا يُصبِح من الصَّعب تحديد رأيٍ معمَّمٍ عن التأثير المطلق لاستخدام هذا التوقيت. وقد تتبنَّى بعض المناطق التوقيت الصيفي لغرض الاتساق مع الآخرين فضلًا عن فوائده المباشرة.

### استخدام الطاقة
قدرة التوقيت الصيفي على حفظ الطاقة تأتي أساساً من تأثيره على إضاءة المنشآت، والتي تحفظ ما يقارب 3.5% من الكهرباء في الولايات المتحدة وكندا. ويقلّل تأجيل أوقات الشروق والغروب من استخدام الإضاءة الصناعية في المساء، إلا أنه يزيدها بالمقابل في الصباح، وكما قال بنيامين فرانكلين متهكّماً، فإنَّ تكاليف الإضاءة تقلُّ عندما يتغلب تقليل ساعات المساء على الزيادة المتنامية في ساعات النهار، كما في صيف المناطق عالية الارتفاع عندما يستيقظ الناس بوقت متأخّرٍ جداً بعد طلوع الشمس. وقد كان من الأهداف الأساسية للتوقيت الصيفي تقليل استخدام الأنوار الكهربائية في المساء، لأنه كان من أبرز أسباب استهلاك الطاقة الكهربائية. وعلى الرغم من أن توفير الطاقة لا زال هدفاً مهماً للتوقيت الصيفي، إلا أنَّ أنماط استهلاك الطاقة تغيَّرت إلى حدٍّ كبيرٍ منذ ذلك الحين، والبحوث التي أجريت مؤخراً ما زالت قاصرةً وتُقدِّم نتائج متضاربة. يتأثر استهلاك الكهرباء بالجغرافيا، والمناح، والاقتصاد بشكل كبير، بما يجعله من الصعوبة بمكانٍ وضع قواعده ضمن إطار عالمي واحد.
توصَّل قسم المواصلات بالولايات المتحدة (بالإنجليزية: DOT) في عام 1975 بعد دراسةٍ أجراها إلى أنَّ التوقيت الصيفي قد يُقلِّلَ استخدام الدولة للكهرباء بقدر 1% خلال شهري مارس وأبريل، ولكن المكتب الوطني للمعايير (بالإنجليزية: NBS) راجع هذه الدراسة في عام 1976 ولم يجد - على عكسها - حدوث فرقٍ بارزٍ في استهلاك الكهرباء. في عام 2000 عندما بدأت أجزاءٌ من أستراليا باستخدام التوقيت الصيفي في أواخر الشتاء لم ينخفض استهلاك الكهرباء عموماً، بل على العكس زاد حِمْل الذروة الصباحية وزادت الأسعار. وقد زاد التوقيت الصيفي من استهلاك الكهرباء في غرب أستراليا خلال صيف 2006-2007 في أيَّام الصيف الحارَّة، فيما قلَّل من استخدامه بالمقابل في الأيام الباردة، وككلٍّ ازدادت نسبة الاستهلاك نتيجة استعمال التوقيت الصيفي بمقدار 0.6%.
توقَّعت دراسة أجريت في اليابان عام 2007 أن تطبيق التوقيت الصيفي سيقلّل من استهلاك الكهرباء، وقد قدَّرت دراسةٌ أخرى أجريت في نفس العام أنَّ التوقيت الصيفي سيزيد من إجمالي استهلاك الطاقة الكهربائية في مدينة أوساكا اليابانية بنسبة 0.13%، مع تقليل تكاليف الإضاءة بمقدار 0.02% مقابل زيادة 0.15% في تكاليف التكييف; وكلاتا الدراستين لم تتطرَّق للجانب التجاري أو غير السكني. وهذا على الأرجح بسبب تأثير التواقيت الصيفية على استخدام الطاقة الضوئية الملاحظ غالباً في المناطق السكنية. وقد وُجد في دراسة عام 2007 أنَّ تأثير تطبيق التوقيت الصيفي على استهلاك الكهرباء بولاية كاليفورنيا كان ضئيلاً أو معدوماً. وقد قُدِّر في دراسة عام 2007 أن التوقيت الشتوي من شأنه أن يمنع زيادةً بنسبة 2% في متوسط الاستهلاك الكهربائي في بريطانيا العظمى، وقد رُوجِعَت هذه الورقة في شهر أكتوبر عام 2009.
أجرت دراسة في عام 2008 فحصاً على بيانات الفواتير في إنديانا قبل وبعد اعتماد التوقيت الصيفي عام 2006، واستنتجت أن التوقيت الصيفي زاد الاستهلاك السكاني العامَّ للكهرباء بنسبة تتراوح من 1% إلى 4% بسبب التكييف الإضافي فترة الظهيرة والتدفئة الإضافية فترة الصباح؛ وقد كانت الزيادات الأساسية في فصل الخريف. تُقَدَّر التكلفة السنوية لاستعمال التوقيت الصيفي في منازل إنديانا بنحو 9 ملايين دولار، مع ما يتراوح من 1.7 إلى 5.5 ملايين دولارٍ كتكاليفٍ إضافيَّةٍ عائدة إلى التزايد السكاني. في الآن ذاته، خلص قسم الولايات المتحدة للطاقة (بالإنجليزية: DOE) في تقريرٍ عام 2008 إلى أنَّ تمديد الولايات المتحدة لاستعمال التوقيت الصيفيَّ عام 2007 وفَّر 0.5% من استهلاك الكهرباء في خلال فترة طويلة. وقد حلَّل هذا التقرير فترة التَّمديد فقط دون احتساب ما سبقها، كما أنه لم يأخذ بعين الاعتبار استعمال وقود التدفئة.
اقترحت عدة دراساتٍ أنَّ التوقيت الصيفي يزيد من استهلاك الوقود للمركبات، وقد أشار تقرير وزارة الطاقة الأمريكية في عام 2008 إلى أنه لا توجد زيادةٌ في استهلاك المركبات للوقود نتيجةً لتمديد العمل في التوقيت الصيفي في الولايات المتحدة عام 2007.

### التأثيرات الاقتصادية
|  |

يستفيد تُجَّار التجزئة وصانعو السلع الرياضية وغيرها من الشركات من زيادة وقت النهار بعد الظهر، لأن العملاء يقضونه في التسوُّق والمشاركة بالألعاب الرياضية في الهواء الطَّلق بعد الظهر. وقد قدَّرت مجلة فورتشن في عام 1984 أن زيادة سبعة أسابيعٍ من التوقيت النهاري (استعمال التوقيت الصيفي بعبارةٍ أخرى) ستعود بريع 30 مليون دولار أمريكي إضافي على متاجر "7-Eleven" وحدها، كما قدَّرت مؤسسة ناشيونال غولف أن الزيادة ستزيد من عائدات صناعة الغولف ما بين 200 مليون إلى 300 مليون دولار أمريكي. وقدَّرت دراسةٌ في عام 1999 أن التوقيت الصيفي يزيد من عائدات قطاع الاستجمام في الاتحاد الأوروبي بما يقارب 3٪.
وعلى النقيض من ذلك، فمن المُمكِن أن يؤثر التوقيت الصيفي سلباً على الفلاحين وآخرين ممَّن يعتمدون في عملهم على الشمس، وذلك ما جعلهم أعداءً له في الغالب، وذلك بالرغم من أن الكثير من الفلاحين في الوقت الحالي هم إما محايدون أو ممَّن يفضّلون التوقيت الصيفي. ومن أمثلة أسباب معاداة الفلاحين للتوقيت الصيفي: أن حصد الحبوب يُفَضَّل أن يتم بعد تبخّر الندى، ولذا حين تصل الأيدي العاملة وتغادر الحقل مبكِّراً في أيام الصيف، يُصبِح عملهم ذو قيمة أقلّ. ويشتكي عاملو الألبان أيضاً من هذا التغيير، إذ إنَّ الأبقار حساسَّة لوقت حلبها، لذا حين يتقرَّر حلبها في وقتٍ أبكر يتسبَّب ذلك في عرقلة نظامها. وقد أصبحت المعارضة السَّابقة خاضعةً للتقنية والتغيُّرات الاجتماعية حالياً، لذا أصبح بعض المزارعين مؤيدين للتوقيت الصيفي. يَضُرُّ التوقيت الصيفي أيضاً بتقييمات البث في أوقات الذروة ومختلف أنواع المسارح.
يرجع تغيير قوانين الوقت والتوقيت الصيفي بتكلفةٍ اقتصاديَّةٍ مباشرة، حيث يتطلَّب جهداً كبيراً لتنظيم الاجتماعات عن بعد (بين أشخاصٍ في بلدان وقارات متباعدة) ودعم برامج الحاسب الآلي وما شابهها. وعلى الرغم من أنَّ البعض يرى أنَّ تأخير أو تبكير التوقيت يرتبط بتدهور الكفاءة الاقتصادية، وأنه في عام 2000 قُدِّرت الخسائر الناتجة عن استعمال التوقيت الصيفي بحوالي 31 مليار دولار يومياً في البورصات الأمريكية، فإنَّ الأرقام المُقدَّرة لا زالت محلَّ خلافٍ وجدلٍ كبيرين.

### السلامة العامة
في عام 1975 أفادت وزارة النقل الأمريكية بتحفُّظٍ حدوث انخفاضٍ بنسبة 0.7% في الوفيات المرورية خلال فترة استعمال التوقيت الصيفي، فيما قدَّرت النسبة الحقيقية بنحو 1.5% إلى 2٪، إلا أنَّ المراجعة التي أجراها المعهد الوطني للمعايير والتكنولوجيا عام 1976 لهذه الدراسة لم تجد - على النقيض من الدراسة نفسها - أي اختلافٍ فعلي في وفيات الحوادث خلال تلك الفترة. في عام 1995 قدَّر «معهد التأمين للسلامة على الطرقات السريعة» حدوث انخفاضٍ في الحوادث المرورية بنسبة 1.2% جرَّاء استعمال التوقيت الصيفي، يشمل انخفاض 5% في وفيات المشاة. وقد وجدت دراسات أخرى حدوث انخفاضٍ مماثل، فقد كان من المتوقع أن التوقيت الصيفي المنفرد/المزدوج (وهو بديل للتوقيت الصيفي يتقدَّم فيه الوقت الشمس بساعةٍ في فصل الشتاء واثنتين في الصيف) سيحدُّ من ضحايا حوادث المرور بنسبة 3% إلى 4% في المملكة المتحدة، مقارنةً بالتوقيت الصيفي العاديّ. وليس من الواضح ما إذا كان اضطراب النوم هو الذي يتسبَّب في زيادة الحوادث المميتة على الفور بعد إعادة الساعة إلى طبيعتها في فصل الربيع. وقد لوحظ وجود علاقةٍ بين تحويلات الساعة والحوادث المرورية في أمريكا الشمالية والمملكة المتحدة، ولكن ليس في فنلندا أو السويد. وإن كان ثمَّة فعلاً ارتباط بين التوقيت والحوادث المرورية، فهو يظلُّ أصغر بكثيرٍ من الانخفاض الذي تحدثه إجراءات أخرى. أظهرت دراسة أمريكية في عام 2009 أنه يوم الاثنين بعد التبديل إلى التوقيت الصيفي ينام العمال في المتوسط أقلَّ بنحو 40 دقيقة من الأيام العادية، ويصابون في العمل أكثر من الأيام العادية وبإصابات بالغةٍ أكثر.
في السبعينيات لاحظت «الإدارة الأمريكية لدعم فرض القانون» (بالإنجليزية: LEAA) حدوث انخفاضٍ بنسبة 10% إلى 13% بمعدَّلات الجرائم في واشنطن العاصمة خلال فترة تطبيق التوقيت الصيفي. ومع ذلك، فإن الإدارة لم تحتسب العوامل الأخرى التي يمكن أن تكون قد أثَّرت على هذا التغير، ولم تشمل دراستها سوى مدينتين بالبلاد فقط، ووجدت انخفاضاً في واحدة منهما فقط، وعلى صعيد بعض تصانيف الجريمة فقط وليس كل الأصناف. وقد صرَّحت وزارة النقل بخصوص هذه الدراسة بأنه «من المستحيل القول بثقةٍ بوجود مثل هذه المزايا لاستعمال التوقيت الصيفي على مستوى البلاد كلِّها». قد يكون للإضاءة في الشوارع تأثير هامشي ومبهم أحياناً على الجريمة والخوف منها.
في العديد من البلدان، حثَّ مسؤولو السلامة من الحرائق المواطنين على استعمال التوقيت الصيفي بتبديليه السنويَّين للساعة كتذكير لاستبدال البطاريات في أجهزة الكشف عن أول أكسيد الكربون والدُّخان، وخاصة في فصل الخريف، قبل موسم التدفئة مباشرةً، وذلك يسبب الزيادة في الحرائق المنزلية. ومن الأمور الأخرى التي يمكن استغلال أوقات التبديل إلى التوقيت الصيفي للتذكير بعملها: التدرُّب على الهرب من النيران والكوارث المنزلية الأخرى، والتحقق من أضواء السيارة، والتحقق من مناطق تخزين المواد الخطرة، وإعادة ضبط منظّمات الحرارة، وأخذ التطعيم الموسميّ.

### الصحة

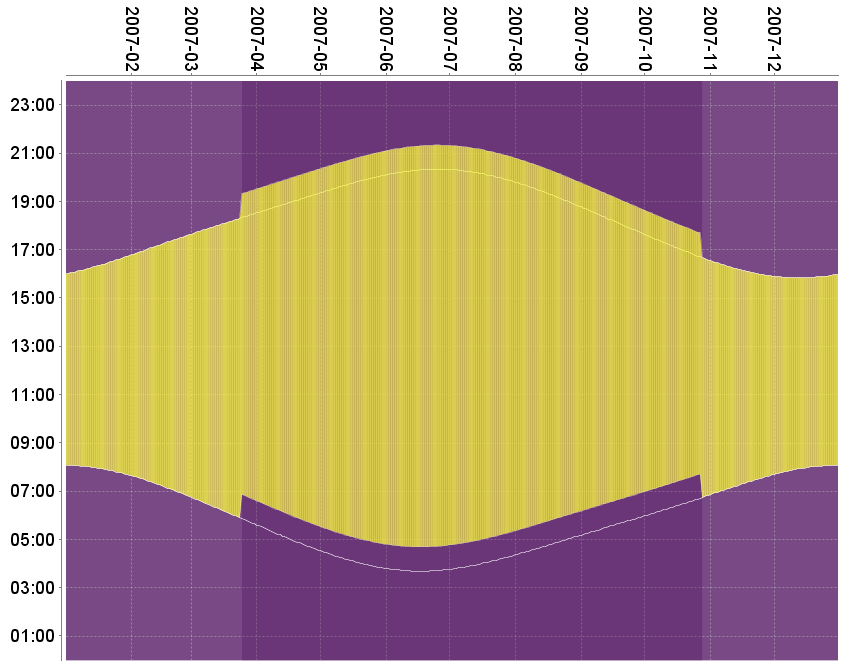
أثَّرت تحوُّلات توقيت الساعة على أوقات الشروق والغروب الظاهريَّة في غرينتش عام 2007.

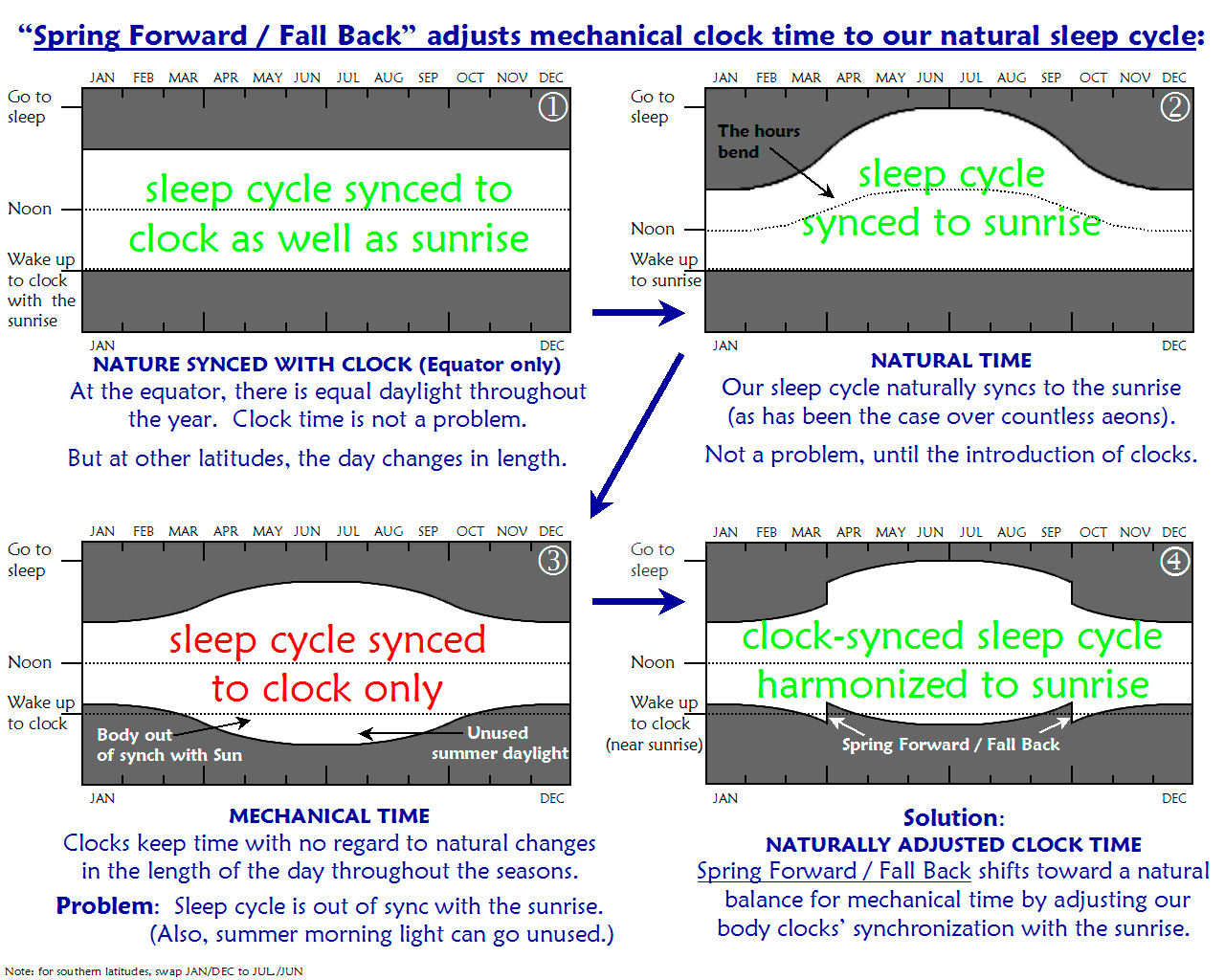
من تبريرات التوقيت الصيفي الشائعة أنه يساعد الناس على الاستيقاظ أبكر.

للتوقيت الصيفي آثارٌ مختلفةٌ على الصحَّة في المجتمعات التي تعتمد على جداول عملٍ ثابتة. يُوفِّر التوقيت الصيفي المزيد من الوقت لعمل نشاطاتٍ خارج المنزل بعد الظهيرة في ضوء الشمس، وهو يؤدي إلى تغيير آلية التعرض لضوء الشمس (وكون هذا التغيير مفيداً أم لا يعتمد على المكان وجدول الأعمال اليومي)، حيث إنَّ أشعة الشمس تحتوي على فيتامين دي المفيد للصحة والذي يمتصَّه الجلد عن
طريق أشعة الشمس، ولكن التعرض المفرط لأشعة الشمس يمكن أن يؤدي إلى الإصابة بسرطان الجلد. تُؤثِّر أشعة الشمس تأثيراً قوياً في الاضطرابات النفسية الموسمية، سواءً الاضطرابات المصاحبة للتغيُّر السنوي الفصلي صيفاً أو شتاءً بسبب غروب الشمس في وقت متأخرٍ من اليوم. إنَّ استخدام التوقيت الصيفي لثلثي العام وجعل توقيت غروب الشمس غير طبيعيٍّ له تأثيرٌ على الذين يعانون من الاضطرابات النفسية الموسمية الصيفية، أكبر حتى من تأثير قصر النهار في الشتاء بالتوقيت الطبيعي على هؤلاء المرضى. قد يزيد التوقيت الصيفي من حالات الاكتئاب من خلال التسبب في استيقاظ الناس مبكِّراً، ولكن البعض يقولون عكس ذلك. كما يُمكِن أن يُضِرَّ التوقيت الصيف بالمصابين بالعشى.
تتسبَّب تحوُّلات الساعة والتوقيت بتعطيل النوم وتقليل منفعته للجسم. يُمكِن لآثار تغيير التوقيت على التكيف الموسميّ لإيقاع الساعة البيولوجية أن تكون بالغة وأن تستمر لأسابيع عدَّة. فقد وجدت دراسة أجريت عام 2008 أنه على الرغم من ارتفاع معدَّلات انتحار الذكور في الأسابيع التالية للانتقال الربيعي، وفقد ضعف ارتباط المعدَّل بالتوقيت كثيراً بعد تغيير فصل الانتقال. وقد وجدت دراسة سويدية أجريت عام 2008 أن النوبات القلبية كانت أكثر شيوعاً بكثيرٍ في أيام الأسبوع الثلاثة الأولى بعد الانتقال الربيعي، وأقلَّ بكثيرٍ في نهاية الأسبوع الأولى بعد الانتقال الخريفيّ. أفادت حكومة كازاخستان بأنَّ حدوث مضاعفاتٍ صحيَّةٍ بسبب تحويلات الساعة كان سبباً لإلغاء العمل بالتوقيت الصيفي في عام 2005. وقد ادَّعى ديمتري ميدفيديف - رئيس روسيا - في شهر مارس عام 2011 أنَّ: «الضغط الناتج عن تغيير الساعة» كان دافع روسيا لتطبيق التوقيت الصيفي على مدار السنة، وقد تحدَّث مسؤولون في ذلك الوقت عن زيادة سنوية في معدلات الانتحار خلال فترة تطبيق التوقيت.

### التعقيد
يشوب تحويل الساعة إلى التوقيت الصيفي عيباً بارزاً وهو التعقيد. فلابُدَّ أن يتذكَّر الناس تغيير ساعاتهم كلُّ ما حان وقت التحويل إلى التوقيت الصيفي، ومن ممكن أن يكون هذا الإجراء مستهلكاً للوقت، خصوصاً في الساعات الميكانيكية التي لا ترجع للوراء بسهولة. وسيحتاج الأشخاص الذين يضطرون في عملهم للتنقُّل عبر عدة مناطق زمنيًّةٍ إلى تعديل التوقيت مرَّاتٍ كثيرة وفقاً لقواعد مختلفة، حيث لا تستعمل جميع البلدان والمناطق التوقيت الصيفي، وحتى تلك التي تستعمله لا تحسبه كلّها بنفس الطريقة. كما قد يتغيَّر طول اليوم بالتقويم، حيث لن يكون دوماً 24 ساعة. ستتعرقل الاجتماعات، والسفر، والبث، ونظم الفواتير، وإدارة السجلات، كلها مشاكل مألوفة وقد تكون مكلفةً اقتصادياً. كما أنَّه في أثناء الانتقال الخريفي من 2:00 حتى 01:00، تقرأ الساعة من 01:00:00 إلى 01:59:59 مرتين، مما قد يصيب الناس بالارتباك.

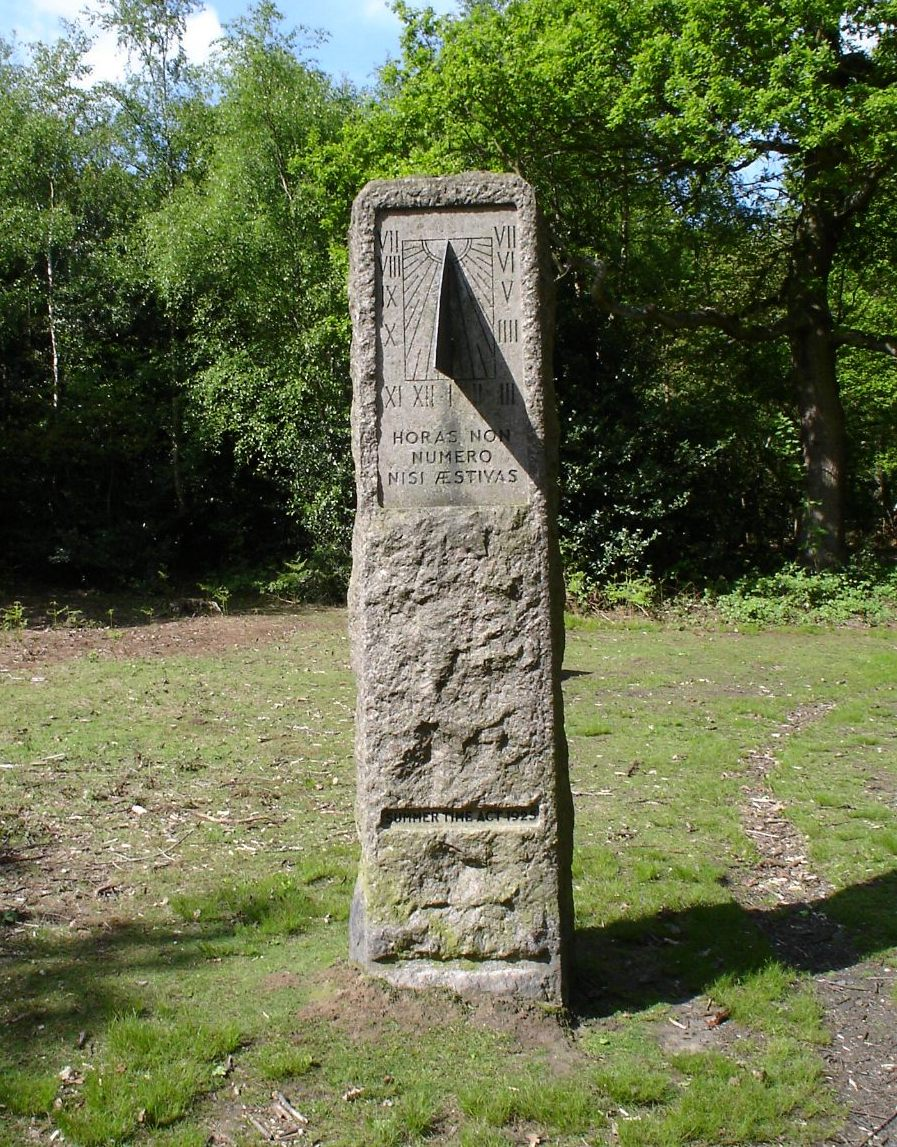
مزولة تكريم وليام ويليت تبقى دائماً على التوقيت الصيفي.

لحقت أضرارٌ بإحدى منشآت الصلب الألمانية خلال الانتقال إلى التوقيت الصيفي في عام 1993، عندما سمَحَ نظام توقيت جهاز حاسوبٍ مرتبطٍ بإشارة راديو متزامنة، للفولاذ المنصهر بأن يبرد مدَّة ساعة واحدة أقلَّ من المدة المطلوبة، ممَّا أدَّى إلى تشظّيه وتناثره عند صبِّه. قد يتسبَّب تحويل التوقيت أيضاً في أخطاءٍ بالأجهزة الطبية تضرُّ بالمرضى، دون أن يكون واضحاً للأطباء المسؤولين عن الرعاية سبب المشكلة. وقد تتفاقم هذه المشاكل عندما تتغيَّر قواعد التوقيت الصيفي نفسها، حيث يجب على مطوُّري البرمجيات الحاسوبية اختبار وربَّما تعديل العديد من البرامج، ويجب على المستخدمين تثبيت التحديثات وإعادة تشغيل التطبيقات لينتظم توقيتها.
لقد اقترح في البداية تجنّب بعض المشاكل الناجمة عن تعديل التوقيت بأن يكون تعديله تدريجياً، فعلى سبيل المثال، يتم تقديم أو تأخير الساعة 20 دقيقة أسبوعياً، حتى يتم تعديلها بالقدر المطلوب. ولكنَّ هذه التحوُّلات سوف تضيف المزيد من التعقيدات بالنسبة لضبط المواقيت خلال فترة تعديل الساعة، فلم يتم تطبيقها أبداً. كما يزيد التوقيت الصيفي من مشاكل استعمال التوقيت القياسي، فعند قراءة مزولة على سبيل المثال، لابُدَّ من أخذ اختلافات المناطق الزمنية وأنظمة التوقيت بالحسبان باستمرار. كما أن التعليمات الصحية بخصوص التعرض للشمس مثل تجنب الشمس خلال ساعتي الظهرية تصبح أقل دقة حينما يتم استعمال التوقيت الصيفي.

## الحوسبة
تُسبِّب تغييرات قواعد التوقيت الصيفي مشاكل للمنشآت التي تتحكَّم بها الحواسب الآلية. فعلى سبيل المثال، تطلَّب تغيير قواعد التوقيت الصيفي في أمريكا الشمالية عام 2007 تحديث العديد من الأنظمة والبرمجيات الحاسوبية، خصوصاً البريد الإلكتروني وبرامج التقويم، وقد تطلّب الأمر من خبراء تقنية المعلومات في الشركات بذل جهودٍ كبيرةٍ لإصلاح المشكلة. تقوم بعض التطبيقات على توحيد التوقيت العالمي لتجنُّب المشاكل مع التحوُّلات على مدار الساعة واختلاف المنطقة الزمنية. وبالمثل، فإنَّ معظم أنظمة التشغيل الحديثة تُعَالٍج وتُخزِّن داخلياً جميع الأوقات والتواريخ بالتوقيت العالمي، ولا تُحوِّل إلى التوقيت المحلي إلا عند إظهار الوقت للمستخدم.

إعلان خدمة عامة أمريكي من عام 2001 لتذكير الناس بإعادة ضبط الساعات.

ومع ذلك، حتى لو استُخدِمَ التوقيت العالمي داخلياً، فإنَّ الأنظمة لا تزال بحاجةٍ إلى معلوماتٍ عن المناطق الزمنية لحساب التوقيت المحلي بشكل صحيح عند الحاجة إليه. والعديد من الأنظمة التي تُستَخدم اليوم تبني حساباتها للتاريخ والوقت من البيانات المُستمدَّة من قاعدة بيانات المناطق الزمنية أيانا (بالإنجليزية: IANA).

### قاعدة بيانات أيانا للمناطق الزمنية
تُقدِّم قاعدة بيانات أيانا للمناطق الزمنية معلوماتٍ عن تعديلات التوقيت الحالية والتاريخية لأي موقع معطى. يمكن أن تُستَخدم قاعدة البيانات على أنظمة تشغيل شبيهة اليونكس والجافا والماكنتوش والأوراكل. وتشابهها قاعدة بيانات إتش بي «تازتاب» (بالإنجليزية: tztab)، ولكنَّها غير متوافقةٍ بقدر تلك. عندما تُغيِّر السلطات قواعد التوقيت الصيفي، يتم تثبيت تحديثات معلومات المنطقة الزمنية كجزءٍ من صيانة النظام العادية. ففي أنظمة يونكس وما يشابهها يُحدِّد متغير بيئة تازتاب اسم الموقع، كما هو الحال في TZ=':Egypt/Cairo'. وفي العديد من هذه الأنظمة يوجد أيضاً إعدادٌ على مستوى النظام يُطبَّق في حال لم يُدْرَج متغير بيئة التازتاب: وتتحكم بهذا الإعداد محتويات ملفّ /etc/localtime، والتي عادةً ما تكون رابطاً رمزياً أو رابطاً صلباً يؤدي إلى أحد ملفَّات معلومات المنطقة الزمنية. يُخزَّن الوقت داخلياً وفق توقيت عالمي مستقلٍّ عن المناطق الزمنية.
لا يُمكِن للأنظمة القديمة أو المُعدَّلة أن تدعم سوى قيم تازتاب التي يتطلَّبها بوزيكس، والتي يمكنها تخصيص بداية واحدة على الأكثر وتنهي القانون إنهاءً تاماً في القيم. فعلى سبيل المثال تُخصِّص عبارة TZ='EST5EDT,M3.2.0/02:00,M11.1.0/02:00' وقتاً لشرق الولايات المتحدة بدأ في عام 2007. يجب أن يتمَّ تغيير أنظمة تازتاب متى ما غُيِّرت قواعد التوقيت الصيفي وتُطبَّق قواعد تازتاب الجديدة على مدار السنة.

### مايكروسوفت ويندوز
كما هو الحال مع معلومات المناطق الزمنية، يمكن لمستخدمي مايكروسوفت ويندوز ضبط التوقيت الصيفي بإدخال اسم الموقع، وبعدها يعمل نظام التشغيل على إخراج قائمةٍ بقواعد استعمال التوقيت يجب أن تتحدث باستمرارٍ بالتوافق مع تغيُّرات قواعد التوقيت الصيفي. وتختلف إجراءات تحديد الاسم وتحديث الجدول باختلاف الإصدار، ولا تصدر تحديثاتٌ للإصدارات القديمة من مايكروسوفت ويندوز. يدعم ويندوز فيستا على الأكثر قاعدتين في البداية والنهاية في إعداد المنطقة الزمنية، وفي إحدى مناطق كندا التي تعمل بالتوقيت الصيفي، يدعم إعدادٌ واحد لنظام فيستا طوابع الوقت لفترة 1987-2006 وما بعد عام 2006، ولكن مع استبعاد بعض طوابع الوقت القديمة. تُخزِّن أنظمة مايكروسوفت ويندوز القديمة في العادة قاعدةً واحدةً فقط للبداية والنهاية لكل منطقة، بحيث أنَّ نفس الإعداد الكندي يدعم بشكل موثوق طابعات الوقت التالية لعام 2006 فقط.
تسبَّبت هذه القيود ببعض المشاكل. فعلى سبيل المثال، كان التوقيت الصيفي في إسرائيل قبل عام 2005 يتغيَّر كل عام، وتم إلغائه تماماً في بعض السنوات. ولذا لم يستخدم نظام تشغيل ويندوز 95 قواعد توقيت صالحةً إلا لسنة 1995، وتسبَّب هذا الأمر بمشاكل في السنوات اللاحقة. وفي ويندوز 98 صنَّفت شركة مايكروسوفت إسرائيل على أنها دولة لا تستخدم التوقيت الصيفي، مجبرةً المستخدمين الإسرائليّين على تغيير ساعات حواسيبهم يدوياً مرَّتين في السنة. أنشأ قانون التوقيت الصيفي الإسرائيلي لعام 2005 قواعد لتعديل التوقيت يمكن معرفتها مسبقاً استناداً إلى التقويم اليهودي، لكنَّ ملفات المنطقة في نظام وندوز لن تتبَّع هذه القواعد. ومن الوسائل التي اتَّبعها المستخدمون لعلاج هذه المشكلة تبديل ملفَّات المنطقة يدوياً كل عام، وفيما بعد أنشئت أداة لمايكروسوفت تستبدل ملفات المنطقة تلقائياً كل عام.
تُبقِي مايكروسوفت ويندوز ساعة النظام بالتوقيت المحلي دائماً، وهذا يُسبِّب مشاكل عدة، بما في ذلك التوافق عند التمهيد المتعدد مع أنظمة التشغيل التي تحدد الساعة وفقاً للتوقيت العالمي المنسق (بالإنجليزية: Coordinated Universal Time)، وضبط الساعة ضبطاً مزدوجاً عند التمهيد المتعدد في مختلف إصدارات ويندوز، مثل إنقاذ قرص التمهيد. يُعَدّ هذا النهج مشكلةً حتى في الأنظمة الخاصَّة بويندوز، حيث لا يوجد أيُّ نظام دعمٍ لفارق التوقيت الزمني والخاصّ بكل مستخدم، إنما يوجد فقط نظام عام موحَّد. لمَّحت مايكروسوفت في عام 2008 بأنَّ الإصدارات المستقبلية من ويندوز ستدعم جزئياً سجل ويندوز "RealTimeIsUniversal" الذي كان قد صدر منذ سنوات عدَّة، عندما دعمت ويندوز إن تي آلات مجموعات تعليمات بنية الحاسب بساعات التوقيت العالمي المنسق، ولكن لم يتم استعمالها منذ ذلك الحين.
يمكن ملاحظة تأثيرٍ مثيرٍ للاهتمام مع خواص ملفات التوقيت. إذ إنَّ نظام ملفات إن تي إف إس (بالإنجليزية: NTFS) الذي تستخدمه الإصدارات الحديثة من ويندوز يُخزِّن الملف مع الطابع الزمني بالتوقيت العالمي المنسق، ولكن عند عرضه للمستخدم فإنَّه يحوِّله إلى التوقيت المحلي. بالمقابل، فإنَّ نظام ملفات جدول توزيع الملف (بالإنجليزية: FAT) - الذي يُستَخدِم كثيراً في الأجهزة القابلة للإزالة - لا يُخزِّن الملفات إلا باستعمال التوقيت المحلي. وبالتالي، عندما يتمُّ نسخ الملف من القرص الصلب إلى أجهزةٍ أخرى، سيتمُّ تعيين وقتها وفقاً للوقت المحلي الأصلي على الجهاز الأم. إذا ما تمَّ تغيير ضبط التوقيت، إمَّا تلقائياً (التوقيت الصيفي) أو في حال اختار المستخدم منطقة زمنية مختلفة، فعندها ستوجد اختلافاتٌ عند مقارنة الطابع الزمني للملف الأصلي والنسخة المأخوذة عنه. ويمكن التحقُّق من ذلك (دون الحاجة لانتظار الاعتدال الربيعي أو الخريفي التالي) عن طريق نسخ ملف وإزالة الوسائط وتعديل خيارات المنطقة الزمنية وإعادة اتّصال الوسائط، ثم عرض تفاصيل الملف ونسخته. ويمكن ملاحظة نفس التأثير عند ضغط وفتح الملفات باستخدام برامج الأرشفة المستعملة في الحاسوب. وإن ملفات الإن تي إف إس هي التي تُغيٍّر الوقت المرئي. يُمكِن للمرء أن يُخَزِّن قائمة ملفات ومن ثم يتحقَّق منها بعد التغيير إلى التوقيت الصيفي، ويجب أن يُؤخَذ هذا التأثير في عين الاعتبار عند محاولة تحديد ما إذا كان الملف هو نسخة مكررة من ملفٍّ آخر، وعلى الرغم من هذا ثمَّة طرقٌ أخرى لمقارنة الملفات، كاستخدام خوارزميات تدقيق المجموع.

## التوقيت الصيفي الدائم
يكون العامّة راغبين أحياناً في الانتقال إلى «الاستخدام الدائم للتوقيت الصيفي» (البقاء على ساعات التوقيت الصيفي طوال العام من دون تغيير)، وفي الواقع لقد بدأ يُطَبَّق بالفعل في قوانين بعض الدّول، مثل أيسلندا وروسيا وروسيا البيضاء (بيلاروسيا)، فيما بقيت عليه المملكة المتحدة من عام 1968 حتى عام 1971. يؤكّد مؤيدو التوقيت الصيفي الدائم أنّ مزاياه هي نفس مزايا التوقيت الصيفي الطبيعي، لكن من دون المشاكل المرتبطة بتغيير التوقيت مرَّتين في السنة. ومع ذلك فإن الكثيرين لا يزالون غير مقتنعين بفوائده، بناءً على نفس المشاكل المصاحبة للشروق في وقت متأخر نسبياً، وخاصَّةً في فصل الشتاء.
قد لا تكون تسمية استخدام التوقيت الصيفي بشكل دائم أو استمرارية توقيت فصل الصيف تسميةً دقيقة، إذ أنّ هذا التوقيت يُصبِح عملياً التوقيت القياسي للبلد. ومع ذلك يمكن اعتبار «الاستخدام الدائم للتوقيت الصيفي» انحرافاً عن التوقيت المتّفق عليه دولياً في نظام التوقيت العالمي.
يُمكِن القول أن الكثير من الدول تستخدم التوقيت الصيفي الدائم بحكم الأمر الواقع، منها الأرجنتين وجورجيا وكازاخستان والسنغال والسودان وتركمانستان وتوكلو (إقليم تابع لنيوزلندا). ويعود ذلك لأنها تستخدم التوقيت الزمني للمناطق الواقعة شرقاً من المناطق الجغرافية التي تقع هي فيها، وبالتالي فإنّ أوقاتها المحلية متأخِّرةٌ عن التوقيت الذي يجب أن يكون فيها نظرياً تحت النظام الأصلي، مثل نظام التوقيت البحري (بالإنجليزية: Nautical Time System)، ممَّا يعطي بالنتيجة نفس تأثير التوقيت الصيفي الدّائم.

## البلدان التي تستعمل التوقيت الصيفي

### البلدان العربية
هناك دول عربية عديدة لا تتبع التوقيت الصيفي، وفي البلدان العربية التي تتبعه ليست مواعيد بداية تطبيقه ونهايته ثابتة، وقد تتغير من سنة إلى أخرى حسب الظروف الزمنية، مثل حلول شهر رمضان أو ضرورة خاصَّةٍ لتوفير الطاقة في سنة معينة. تشير القواعد الواردة في القائمة التالية إلى المواعيد العادية في الدول العربية التي تتبع التوقيت الصيفي:
- المغرب: من أول أحد في مايو إلى 27 أكتوبر.[135] تم تأكيد العمل بالتوقيت الصيفي على مدار السنة يوم 27 أكتوبر سنة 2018.[136]
- سوريا: ألغت الحكومة السورية للمرة الأولى العودة للتوقيت القانوني بتاريخ 4 من تشرين الأول (أكتوبر) والإستمرار بالتوقيت الصيفي طوال العام بسبب أزمة الطاقة حيث كان يبدأ في آخر جمعة من شهر آذار (مارس) وينتهي في الجمعة الأخيرة من شهر تشرين الأول (أكتوبر).
- العراق: تم إلغاءه في عام 2008.
- فلسطين: من آخر جمعة من شهر آذار (مارس) وينتهي في الجمعة الأخيرة من شهر تشرين الأول (أكتوبر).
- مصر: تم إلغاءه في 20 أبريل عام 2011 من قبل حكومة عصام شرف.[137] في حينِ تطبيقِه كان يبدأ في آخر جمعة من شهر أبريل وينتهي في آخر جمعة من شهر سبتمبر.[138][139][140] ثم قُرر إعادة العمل بالتوقيت الصيفي مرة أخرى من قبيل انتخابات رئاسة الجمهورية 2014 بناء على قرار مجلس الوزراء بتاريخ 7 مايو 2014 وذلك اضطرارياً بسبب أزمة الطاقة المتكررة وانقطاع التيار الكهربي، مشيرة إلى أن القرار سيدخل حيز التنفيذ في الخامس عشر من مايو 2014 «كوسيلة للتقليل من استهلاك الكهرباء» على أن ينتهي بالخميس الأخير من سبتمبر مع استثناء شهر رمضان كونه يقع خلال فصل الصيف ولتقليل مدة الصوم[141] ثم تم إلغاؤه نهائيا مرة أخرى منذ 2015، وفي 1 مارس 2023 قررت الحكومة المصرية إعادة العمل بالتوقيت الصيفي بداية من الجمعة الأخيرة من شهر أبريل، حتى نهاية يوم الخميس الأخير من شهر أكتوبر من كل عام ميلادي.[142]
- الأردن: إلغاء العمل بالتوقيت الشتوي بتاريخ 5 من شهر تشرين الأول (أكتوبر) لعام 2022 والعمل بالتوقيت الصيفي طوال العام تزامناً مع نفس القرار في سوريا.[135][143]
- لبنان: من الأحد الأخير في مارس (آذار) حتى الأحد الأخير في أكتوبر (تشرين الأول).
- تونس: تم العمل به بين عامي 2005 و2008، وكان يبدأ في الأحد الأخير من شهر مارس ويستمر حتى الأحد الأخير في أكتوبر.[144]
- ليبيا: أعيد العمل بالتوقيت الشتوي بدءاً من نوفمبر عام 2012.[145] حتى أكتوبر من عام 2013.[146]

### في باقي العالم

التوقيت الصيفي يختلف من ولاية إلى أخرى ومن سنة إلى أخرى في البرازيل.

- الاتحاد الأوروبي وروسيا وتركيا وأغلبية بلدان أوروبا الشرقية والقوقاز: من الأحد الأخير في مارس حتى الأحد الأخير في أكتوبر.
- الولايات المتحدة وكندا: حتى 2006 كان يُطبَّق من الأحد الأول في أبريل حتى الأحد الأخير في أكتوبر. وابتداءً من عام 2007 أصبح يطبق من الأحد الثاني في مارس حتى الأحد الأول في نوفمبر.
- إسرائيل: من الجمعة التي قبل الأحد الأخير من شهر مارس حتى الأحد الأخير من شهر أكتوبر (بدءًا من يوليو 2013).
- إيران: من 20 أو 21 مارس حتى 21 سبتمبر (يتم تحديد المواعيد حسب التقويم الفارسي).[بحاجة لمصدر]، لم يعد يُستخدم التوقيت الصيفي في إيران مُنذ 22 سبتمبر 2022.[147]

### في نصف الأرض الجنوبي
في نصف الكرة الأرضية الجنوبي يبدأ موسم الربيع في نهاية سبتمبر، أما ذروة الصيف فتحلُّ في يناير. لذلك تختلف مواعيد التوقيت الصيفي في البلدان الواقعة فيه تماماً عن مواعيد التوقيت الصيفي في باقي البلدان:
- البرازيل: في 2019 وقَّع رئيس البرازيل جايير بولسونارو مرسوما يُلغي التوقيت الصيفي اعتبارا مِن 2019 وذلك «لعدم أهميَّتهُ» حسب ما ذكر.[148]
- أستراليا: من الأحد الأول في أكتوبر حتى الأحد الأول في أبريل، ما عدى ولايتي أستراليا الغربية والمقاطعات الشمالية.
- نيوزيلندا: من الأحد الأخير في سبتمبر حتى الأحد الأول في أبريل.

## وصلات خارجية
- العرض الرسومي للمناطق الزمنية وللتوقيت الصيفي.
- خريطة الدول العاملة بالتوقيت الصيفي في العالم.

## اقرأ أيضاً
- توقيت.
- توقيت عالمي.
- توقيت عالمي منسق.
- توقيت غرينيتش.
- توقيت شمسي.

## كتب
- Ian R. Bartky (2007). One Time Fits All: The Campaigns for Global Uniformity. Stanford University Press. ISBN:978-0-8047-5642-6.
- Ian R. Bartky (1979). "Standard and daylight-saving time". Scientific American. ج. 240 ع. 5: 46–53. ISSN:0036-8733. مؤرشف من الأصل في 2022-04-07. {{استشهاد بدورية محكمة}}: الوسيط author-name-list parameters تكرر أكثر من مرة (مساعدة)
- Michael Downing (2005). Spring Forward: The Annual Madness of Daylight Saving Time. Shoemaker & Hoard. ISBN:1-59376-053-1. مؤرشف من الأصل في 2022-04-07.
- David Prerau (2005). Seize the Daylight: The Curious and Contentious Story of Daylight Saving Time. Thunder’s Mouth Press. ISBN:1-56025-655-9. مؤرشف من الأصل في 2022-04-07. The British version, focusing on the UK, is Saving the Daylight: Why We Put the Clocks Forward. Granta Books. 2005. ISBN:1-86207-796-7. مؤرشف من الأصل في 2022-05-12.